# Personaggi di Un medico in famiglia
In questa voce sono elencati i personaggi della serie televisiva Un medico in famiglia.
Determinati personaggi sono chiaramente identificati nella serie con il nome e cognome (ad esempio Oscar Nobili, Augusto Torello). Ma per altri personaggi, invece, il cognome è un elemento del tutto irrilevante, poiché è stato modificato da una stagione all'altra (ad esempio Enrica, Tea, Fausto) oppure non è mai stato indicato (ad esempio Gloria, Reby, Inge).

## Personaggi principali

### Lele Martini

Gabriele Martini detto Lele, interpretato da Giulio Scarpati, è un laborioso e brillante medico. È presente nella 1ª, 2ª, 6ª e 7ª stagione, in tutti gli episodi; nella 8ª e nella 10ª stagione, in gran parte degli episodi. Inoltre, appare brevemente nel primo episodio della 3ª stagione ed è presente nell'ultimo episodio della 4ª stagione. Nella 5ª e nella 9ª stagione invece è del tutto assente.
Il personaggio di Lele Martini diede a Giulio Scarpati una grande popolarità dopo i quarant'anni. Tuttavia, l'attore romano decise di abbandonare la serie dopo la conclusione della 2ª stagione, perché non voleva che il personaggio di Lele oscurasse gli altri suoi lavori. In occasione della 6ª stagione, Scarpati decise di ritornare stabilmente nella serie. Lo storico motto di questo personaggio – Ciao, famiglia! – è stato utilizzato sia come titolo dell'episodio in cui Lele parte per l'Australia (il primo della 3ª stagione) e sia come titolo dell'episodio in cui Lele ritorna a Roma da Parigi (il primo della 6ª stagione). Giulio Scarpati decise di lasciare ancora una volta la serie dopo la conclusione dell'8ª stagione, e l'uscita di scena sembrava definitiva. Tuttavia, il personaggio ritorna nel cast della 10ª stagione.
Nella 1ª stagione il personaggio nasconde la malinconia per la morte della moglie Elena, avvenuta in un incidente stradale circa un anno prima che iniziasse la narrazione della serie, ed è turbato dalla responsabilità che gli comporta essere l'unico genitore. Nel primo episodio Lele si trasferisce dal centro di Roma in un villino nella zona residenziale di Poggio Fiorito, insieme a suo padre Libero e ai tre figli Maria, Ciccio e Annuccia. Lavora nella USL/ASL sperimentale di Roma. Ha una storia d'amore con la pediatra Irene Falcetti, che conosce grazie a un appuntamento combinato da Giulio, il suo migliore amico, e da Alice, sorella della defunta Elena e quindi cognata del medico. Mentre Lele vorrebbe sposarsi, Irene pensa principalmente alla carriera. La storia tra Lele e Irene finisce quando Irene accetta un posto da primario a Milano. Nel corso di questa stagione, Lele si rende conto di quanto è difficile essere un buon genitore. Lele spesso commette l'errore di non fidarsi di sua figlia Maria, arrivando persino ad accusarla ingiustamente di essere una consumatrice di droghe leggere, causandole un grande dispiacere per via di questa mancanza di fiducia. Alla fine della 1ª stagione, dopo aver indugiato a lungo e dopo essere stato molte volte sul punto di dichiararsi (senza però riuscirci), Lele raggiunge Alice all'aeroporto prima che lei parta per l'Africa, urlandole a squarciagola il suo amore, ricambiato dalla donna.
Nella 2ª stagione, dopo che Alice ritorna dall'Africa, Lele comincia con lei una relazione. Tuttavia, il loro idillio trova diversi ostacoli. Clara Santacroce, una coetanea di Lele, rientra nella sua vita dopo molti anni. Si scopre che Lele e Clara avevano avuto una relazione amorosa durante l'adolescenza, e che Clara conosceva bene sia Libero e sia Elvira, la madre di Lele. Clara vorrebbe riconquistare Lele. I suoi atteggiamenti suscitano il risentimento e la gelosia di Alice, che arriva addirittura a sospettare che Lele e Clara avessero una relazione anche quando Lele era fidanzato con Elena. Lele, per contro, le rinfaccia di essere andata in Africa con Francois. Oltre a ciò, l'ostacolo più grande è la paura che Lele e Alice hanno nel sostituire definitivamente l'adorata Elena. A metà stagione, dopo l'uscita di scena di Clara, Lele e Alice si sposano e successivamente affrontano vari problemi: le difficoltà di salute di Alice, la mancanza di privacy nella vita quotidiana in casa Martini, la differenza di mentalità tra i due riguardo a come educare i figli. Nell'ultimo episodio nascono i due figli gemelli, Elena e Bobò.
Nel primo episodio della 3ª stagione, Lele si trasferisce in Australia insieme ad Alice e ai due figli più piccoli, per lavorare alla sperimentazione di un nuovo farmaco contro una malattia infantile. Nell'ultimo episodio della 4ª stagione, Lele torna provvisoriamente a Roma e partecipa al matrimonio di Maria e Guido. Nella 5ª stagione Lele è diventato professore universitario a Parigi, dove si è trasferito con Alice, Elena e Bobò.
Nella 6ª stagione, Lele torna ad avere un ruolo di primo piano. Durante i periodi trascorsi in Australia e in Francia, è diventato un medico molto affermato: ha scritto un libro sulla medicina ambientale ed è un docente della Sorbona di Parigi. Inoltre, si è separato dalla seconda moglie Alice, che ha affidato a lui i due figli a causa di impegni lavorativi. Lele si reca a Roma, insieme ad Elena e Bobò, per assistere al matrimonio del figlio Ciccio. Capendo che la famiglia ha bisogno di lui, Lele decide di prendersi un anno sabbatico dall'incarico di docente e di rimanere a Roma. Dopo un breve periodo di riposo, Lele inizia a lavorare nella clinica Villa Aurora, fondata da Guido e Oscar. In questa stagione, le vicende sentimentali di Lele ricalcano quelle della prima stagione: infatti, dapprima Lele inizia una relazione con una collega dottoressa, Fanny, ma parallelamente il medico instaura un legame con un'altra donna con cui è apparentemente impossibile avere una storia d'amore, ovvero Bianca. La trama rosa qui occupa uno spazio maggiore rispetto alla prima stagione, e risulta più ingarbugliata. Dopo svariati equivoci e tentennamenti, i due si incontrano al parco acquatico dove erano andati insieme precedentemente. Lì Bianca e Lele cadono in acqua e i due si promettono di sposarsi.
Nella 7ª stagione sono trascorsi circa tre anni. Lele vive con Bianca in casa Martini, ma non si è ancora sposato per rispetto verso Maria che soffre per la morte di Guido. Lele fa una nuova proposta di matrimonio a Bianca. Tuttavia, mentre lui è ormai divorziato da Alice, lei è invece ancora legalmente sposata con Gus. Lele si occupa della sperimentazione di un nuovo farmaco a Roma (un lavoro diverso da quello svolto in Australia) e si ritrova a lavorare con Virginia Battaglia, una dottoressa con cui aveva avuto una breve relazione in Francia. Quando Virginia inietta il farmaco sperimentale a un paziente, Lele viene sospeso dalla clinica per un breve periodo e, successivamente, è protagonista inconsapevole di un servizio giornalistico che lo vede baciarsi con Virginia. Lele e Bianca allora si lasciano, nonostante la donna scopra di aspettare un figlio. Solo alla fine della stagione i due si riappacificano e si sposano.
Nella 8ª stagione, quando scopre che i residenti di Poggio Fiorito sono stati vittime di una truffa immobiliare, Lele cerca di salvare la propria casa guadagnando il denaro per ricomprarla. Lele entra in ostilità con i nuovi proprietari di Villa Aurora, che licenziano Maria e hanno un'idea della professione sanitaria molto diversa dalla sua. Dopo numerose difficoltà, Lele si riappacifica con i proprietari di Villa Aurora e, grazie al programma televisivo culinario Dolcissima Bianca ideato dalla moglie, riesce a ottenere i soldi necessari per riscattare la casa. Nell'ultimo episodio della stagione, Bianca partorisce Carlo, ultimo dei sei figli di Lele.
Nella 9ª stagione Lele si è di nuovo trasferito a Parigi con Bianca e Carletto, e quindi non è mai presente.
Nella 10ª stagione Lele torna in Italia e scopre che la sua prima moglie Elena (deceduta da prima che iniziasse l'intera narrazione del telefilm) aveva avuto una relazione extraconiugale con Valerio Petrucci. Questa vicenda costituisce una vistosa incongruenza narrativa rispetto alle stagioni precedenti. Infatti, era stato più volte detto che Lele ed Elena erano felicissimi insieme, e i personaggi principali avevano un idilliaco ricordo della povera Elena. Nei racconti dello stesso Lele e dei suoi familiari, Elena era apparentemente devotissima e non risultava affatto che ci fosse una crisi coniugale tra Lele ed Elena prima dell'incidente.

### Libero Martini

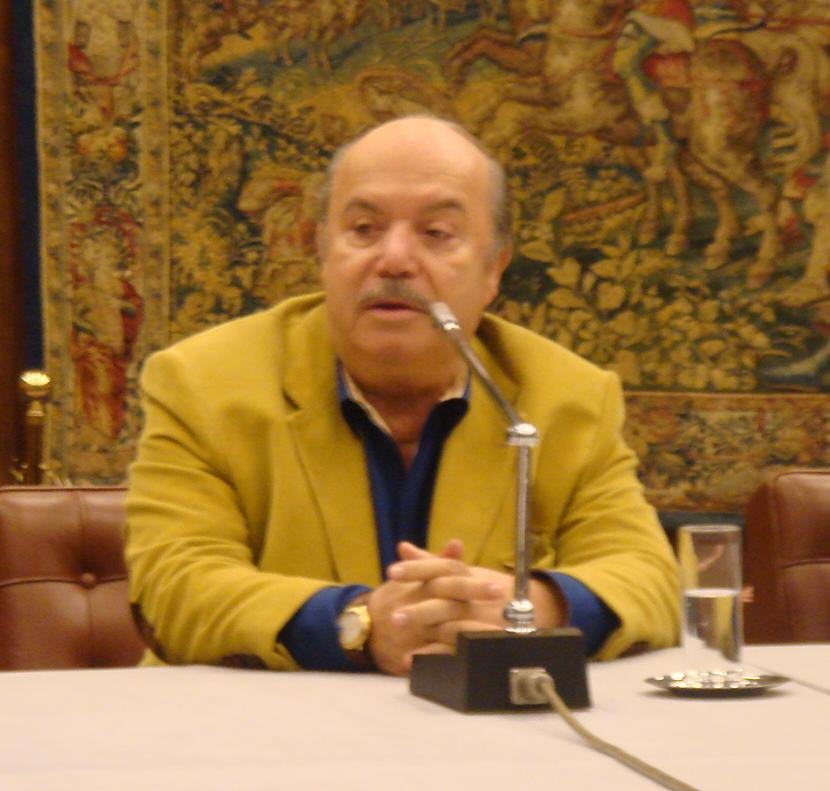

Libero Martini, interpretato da Lino Banfi, è il più anziano componente della famiglia Martini, noto anche come Nonno Libero. Assente nella 7ª stagione, è presente parzialmente nella 6ª, nell'8ª e nella 10ª stagione. Nelle altre è invece sempre presente, in tutti gli episodi.
Nelle stagioni antecedenti alla 7ª, il personaggio parla in italiano, senza accenti. Nelle stagioni successive alla 7ª, invece, il personaggio parla con un marcato accento pugliese.
Nella 1ª e nella 2ª stagione, Libero vive a casa Martini insieme con suo figlio Lele, con i quattro nipoti e con la collaboratrice domestica Cettina. Libero racconta spesso che, durante la seconda guerra mondiale, offrì aiuto e protezione ad una famiglia di ebrei perseguitati, che gli regalarono una teiera per ringraziarlo. Tuttavia, i suoi familiari e l'amico di famiglia Giulio si annoiano e cercano di troncare i suoi discorsi su questo argomento. Ha lavorato per tanti anni nelle ferrovie dello Stato, e aveva un ruolo apicale nel sindacato di categoria. Il suo motto principale è Una parola è troppa e due sono poche – spesso utilizzato per sviare da questioni complicate oppure nei momenti in cui qualcuno lo fa inalberare. Sempre nelle prime due stagioni, il personaggio è caratterizzato anche dal suo orientamento politico a sinistra: legge abitualmente il quotidiano l'Unità, ha spesso con sé libri di Karl Marx e Antonio Gramsci, talvolta ha discussioni politiche con i consuoceri e cita le vicende recenti della dissoluzione dell'Unione Sovietica. Il personaggio è noto anche per un altro motto – Quello che tu sei, io ero; e quello che io sono, tu sarai – con il quale vuole fare comprendere ai figli e ai nipoti che è necessario provare empatia e sapersi mettere nei panni degli altri. Ha diversi amici conosciuti nel luogo di lavoro e nel sindacato, ma poi si rende conto che la parola "amico" la può utilizzare solo nei confronti di Fausto, un anziano frequentatore della ASL dove lavora Lele. 
Nella 3ª stagione è diventato a tutti gli effetti il capofamiglia, perché il figlio Lele e la nuora Alice si sono trasferiti in Australia. Da questa stagione, scompaiono i riferimenti storici e politici, ma rimangono costanti i riferimenti ai sindacati e alle attività in difesa dei lavoratori. Per avere una entrata economica aggiuntiva, decide di affittare la stanza matrimoniale lasciata libera da Lele e Alice: il nuovo inquilino è il dottor Guido Zanin. Libero però chiede a Guido di non corteggiare e di non avere nessun legame con Maria al di là di una semplice amicizia. Libero spesso dice io c'ho tutto sul groppone. Le preoccupazioni, le angosce causatogli dall'assenza di Lele e dalla difficoltà di dover seguire i nipoti con i loro problemi, gli causano un infarto, fortunatamente non fatale. Successivamente, capendo l'amore provato da Guido nei confronti di Maria, Libero decide di non ostacolare il sentimento nato tra Maria e Guido.
Nella 4ª stagione deve ospitare Enrica in casa Martini perché la consuocera ha perso tutti i soldi in un investimento sbagliato. Nelle stagioni precedenti, Libero ed Enrica non erano mai andati d'accordo quasi su nulla, essendo due persone agli antipodi per estrazione sociale, idee politiche, modo di rapportarsi con gli altri e visione della vita. Anche in questa stagione ci sono alcuni battibecchi, tuttavia i due si avvicinano molto quando si scopre che Libero ha un problema cardiaco che potrebbe rivelarsi fatale. Decidono di sposarsi in Comune, per ottenere la reversibilità della pensione, ma poi si rendono conto di provare davvero dei sentimenti l'uno per l'altro.
Nella 5ª stagione, anche se Lele è assente, Libero sembra riuscire a gestire meglio le responsabilità, e si lamenta di meno rispetto alle stagioni precedenti. Solamente in questa stagione, Poggio Fiorito diventa un Comune autonomo: in tutte le altre è un semplice quartiere di Roma. L'anziano Martini decide, dopo alcune esitazioni, di candidarsi alla carica di sindaco di Poggio Fiorito, vincendo per un solo voto. Libero interagisce con il nuovo arrivato Kabir. L'anziano Martini inizialmente è molto contrariato dalla presenza del suo "omologo" indiano, non per motivi di xenofobia ma perché ritiene Kabir una persona opportunista. Poi, però, Libero cambia gradualmente opinione e instaura un rapporto cordiale con Kabir. Si scopre che il matrimonio di Libero ed Enrica non è valido per un vizio di forma.
Nella 6ª stagione non è più sindaco, perché, nel telefilm, Poggio Fiorito è ritornato ad essere un semplice quartiere di Roma, e non più un Comune. Inoltre, Libero non ha più tutto sul groppone, perché Lele è tornato a vivere in casa Martini. Libero può quindi trasferirsi in Puglia, per gestire un agriturismo insieme a Nilde e Andrea, ma ritorna con una certa frequenza a casa Martini, anche perché è diventato bisnonno con la nascita di Palù. Nel finale, si sposa nuovamente con Enrica.
Nella 7ª stagione Libero scompare totalmente, e viene solo menzionato qualche volta. È andato negli USA per stare con i fratelli Achille e Spartaco che, come lui, erano nati in Italia tra gli anni trenta e gli anni quaranta ma che, a differenza di lui, emigrarono da giovani negli Stati Uniti e decisero non fare più ritorno in Italia.
Nell'8ª stagione, Libero è rientrato in Italia. Anche in questa stagione, però, Libero fa avanti e indietro tra Roma e la Puglia per andare ad aiutare Nilde e Andrea Biglietti nella gestione dell'agriturismo. Fino a questa stagione Libero menziona con una certa frequenza gli aneddoti e le battute ironiche del "povero Carmine", un suo amico storico proveniente dalla Puglia, che era deceduto qualche anno prima che iniziasse la narrazione della serie. Poi continuerà a menzionarlo, ma solo sporadicamente.
Nella 9ª stagione, Libero si è ritrasferito a Roma ed è tornato ad essere il capofamiglia, perché Lele e Bianca vivono a Parigi. Libero decide di ospitare Lorenzo, un medico figlio del fratello Spartaco (poi il nome è cambiato in Achille). Libero diventa una sorta di "genitore" anche per Elena e Bobò, che avevano trascorso l'infanzia e la preadolescenza lontano da lui. Talvolta è un po' rigido e autoritario, quando i nipoti si comportano male. Insieme con Enrica, si occupa anche di aiutare Giada, una ragazza problematica.
Nella 10ª stagione Libero resta molto turbato dalla vicenda di Valerio Petrucci: scopre infatti di non essere il "vero" nonno di Anna, ma solamente il nonno acquisito, in qualità di secondo marito della nonna materna Enrica. Tuttavia il personaggio è anche al centro di scene comiche, grottesche o farsesche, come già accadeva frequentemente nelle stagioni precedenti.

### Alice Solari
Alice Solari, interpretata da Claudia Pandolfi, è la sorella della prima moglie di Lele (la defunta Elena Solari), oltre che amica di Lele e di Giulio, figlia di Nicola ed Enrica. È anche la zia pazzerella dei tre figli di Lele ed Elena. Durante gli anni in cui vive a Roma, Alice ha un bellissimo legame con Maria, che le suggerisce fin da inizio serie di iniziare una relazione con Lele. Alice è caratterialmente molto diversa da sua madre Enrica, e questa diversità è causa di frequenti discussioni.
Durante la prima parte della 1ª stagione, Lele e Alice sembrerebbero provare qualcosa l'uno per l'altra dopo aver partecipato insieme a un corso di tango, e si baciano. Alice però preferisce cedere all'attrazione per Sergio Castelvecchio, un uomo manipolatore e narcisista, con il quale arriva quasi al matrimonio. Tuttavia, lei decide di lasciarlo dopo che lui l'ha picchiata la sera in cui aveva festeggiato l'addio al celibato.
Inizialmente giornalista, Alice diventa un'affermata conduttrice radiofonica a Radio Tua.
Alice successivamente parte per l'Africa per girare un reportage insieme al medico umanitario François, prendendosi qualche mese di pausa dalla radio. Lele le urla ripetutamente "ti amo" mentre sta per partire con l'aereo. Alice ricambia il sentimento, ma decide di non rinunciare a fare questa esperienza di volontariato. Nella 2ª stagione ritorna dal viaggio in Africa e inizia una relazione ufficiale con Lele. I due si sposano ma non riescono a partire per il viaggio di nozze a causa di un malore, che si rivela poi un aborto spontaneo. Sembrerebbe che Alice non possa avere figli, ma in seguito scopre di essere incinta di due gemelli, i quali nascono in un ascensore con l'aiuto di Cettina e Maria.
Il personaggio di Alice scompare definitivamente dopo il finale della 2ª stagione. Al contrario di Lele, ella non tornerà mai più a Roma e non interagirà mai più con gli altri personaggi della serie. Nella 3ª stagione viene detto che Alice si trova in Australia ed è sposata con Lele. Nell'ultima puntata della 4ª stagione viene a sapersi che è in Brasile per un lavoro che le hanno assegnato alla radio e che, di conseguenza, ha portato con sé i due gemelli, ma poi raggiungeranno Lele e la famiglia Martini a Poggio Fiorito. Questa informazione viene poi smentita nella 5ª stagione, in cui Alice è ancora all'estero e nessuno la menziona.
Nella 6ª stagione viene rivelato che Alice e Lele si sono separati, e che lei è rimasta a Parigi. Alice viene poi menzionata una sola volta nella 7ª stagione e due volte nella 10ª stagione. Non viene più raccontato nulla né sulla sua attività lavorativa né sulla sua successiva situazione sentimentale. A differenza dei periodi di assenza di Lele, l'assenza di Alice non provoca nessuna difficoltà emotiva nei personaggi presenti, nemmeno nei suoi figli Elena e Bobò che non sentono mai la mancanza della loro madre.

### Giulio Pittaluga
Giulio Pittaluga, interpretato da Ugo Dighero, è il migliore amico di Lele, pur avendo un carattere opposto a quello del medico.
Nella 1ª stagione lavora come venditore di automobili usate. Dopo aver avuto varie relazioni non ufficiali con diverse donne, Giulio ha una vera love story con Mirella, che però lo lascia perché scopre di essere incinta del suo ex fidanzato. Giulio viene licenziato dalla concessionaria, inizia a riflettere sulla sua vita e decide di recarsi in Africa come volontario.
Nella 2ª stagione è presente esclusivamente negli episodi 14-15, L'odalisca e Riusciranno i nostri eroi?. Poi ritorna in Africa e resta assente dalla narrazione del telefilm per parecchi anni.
Quando poi il personaggio viene reinserito nella trama della serie, si riscontrano alcune oggettive incongruenze. Sebbene abbia ufficialmente una sola sorella, Bianca, durante la narrazione della 1ª stagione ha una sorella di nome Maria Pia, che gli lascia in custodia la nipote Chiaretta per un episodio, e un'altra sorella di nome Paola che lavora a Bologna, senza che Bianca venga mai menzionata né da lui, né dagli altri personaggi della serie. Inoltre, il fatto che il padre gestisse la cioccolateria più prestigiosa di Roma, ed il fatto che la madre fosse un'attrice famosa che lavorava con Marcello Mastroianni, risultano del tutto incompatibili con la vita che Giulio faceva ad inizio serie, quando era un piazzista di auto usate e aveva sempre poco denaro a disposizione. Inoltre, il personaggio aveva deciso di andare in Africa perché voleva radicalmente cambiare carattere e stile di vita, ma quando rientra non è minimamente cambiato.
Nella 6ª stagione è tornato in Italia e gestisce la Premiata Cioccolateria Pittaluga vicino a casa Martini. L'attività però va male e Giulio si ritrova pieno di debiti. Scopre che dovrà operarsi d'ernia e, su consiglio di Lele, chiede a sua sorella Bianca di tornare dai Paesi Bassi per aiutarlo nella gestione della cioccolateria. Viene rivelato che Giulio era andato in Marocco, aveva rincontrato Irma e c'era stata una relazione, ma poi lui non si era presentato all'appuntamento a Siviglia un mese dopo. Giulio partecipa come concorrente al reality show L'isola dei coraggiosi, assentandosi per diversi mesi dalla cioccolateria. Durante il programma, Irma gli comunica che aspetta un figlio da lui. Poi Giulio riesce a vincere il programma grazie al televoto.
Nella 7ª stagione vive con Irma e il figlioletto Pietrino. Viene scritturato per condurre il programma televisivo Il sottomarino che prevede di andare sott'acqua. Lui non riesce perché è claustrofobico, e Irma lo sostituisce. Giulio è contrariato dalle ambizioni lavorative di Irma, perché pensa che la priorità per una madre dovrebbe sempre essere quella di stare vicino ai figli. Poi, però, anche grazie alle parole di Lele, Giulio accetta il principio per cui anche le donne che hanno figli devono poter provare a realizzare i propri progetti di vita.
Nell'8ª stagione Giulio si è trasferito a Milano con Irma e Pietrino e quindi è presente solo in pochi episodi. In questa stagione arriva sua madre Gemma Aubry, anche se nella 1ª stagione Giulio aveva più volte affermato di essere orfano. Nella 9ª e nella 10ª stagione il personaggio è totalmente assente.

### Irene Falcetti
Irene Falcetti, interpretata da Edi Angelillo (st. 1), è una pediatra che, grazie all'intermediazione di Alice, ha un appuntamento per conoscere Lele. La cena tra i due medici non ha un esito positivo, a causa di un doppio imprevisto. Quindi Irene esce di scena per qualche tempo ma successivamente rientra nella narrazione della serie, grazie all'assunzione come pediatra della ASL. Il direttore Giorgi era però ignaro del fatto che Lele e Irene si fossero già conosciuti. Nel corso della 1ª stagione, Irene ha una storia d'amore con Lele. I due medici, inoltre, si occupano di diversi casi relativi ai problemi dei pazienti, casi che si sviluppano in uno o in più episodi della serie. La love story tra Irene e Lele sarà molto importante, non solo perché Irene è la prima donna con cui Lele riesce ad avere un rapporto fisico dopo la morte di Elena, ma anche perché Lele arriva addirittura a pensare di sposarsi con lei. Tuttavia, la sostanziale incompatibilità di carattere e la differenza di priorità nella vita (per Irene la carriera, per Lele la famiglia) causeranno la fine della loro storia d'amore. Irene viene menzionata qualche volta nella 2ª stagione, ma è uscita definitivamente di scena poco prima del finale della 1ª stagione.

### Enrica
Enrica, interpretata da Milena Vukotic, è la nonna dei giovani Martini. Il suo cognome è variabile nel corso della serie: in alcuni episodi è Morelli, talvolta Solari (cognome del primo marito), talvolta Martini.
È, inizialmente, una privilegiata appartenente all'alta borghesia. La differenza sociale fra la sua famiglia e i Martini la porta nella 1ª stagione ad avere dei contrasti con Libero, talvolta anche in maniera molto dura ed esasperante. Questi contrasti sono sempre meno frequenti nel corso delle stagioni successive. Quando sapeva che il marito Nicola la tradiva con delle amanti occasionali, Enrica faceva finta di nulla. Quando però scopre che lui ha una vera relazione extraconiugale con Angela, una delle sue amiche del gruppo della canasta, Enrica decide di chiedere la separazione. Enrica afferma che il torto stia tutto dalla parte di Nicola, e cerca anche di rendergli ostile la famiglia di Lele. Alla fine della 1ª stagione si fidanza con Tuttifrutti, all'anagrafe Carmelo Scapece, un venditore di frutta all'ingrosso che risiede a Ponza. Alice e Aldo, il figlio di Tuttifrutti, sono entrambi convinti che il proprio genitore venga sfruttato dall'altro. All'inizio della 2ª stagione Enrica decide di lasciarlo, ritenendo che Carmelo non è di ceto sociale abbastanza elevato.
Nella 3ª stagione Enrica ha dei pregiudizi nei confronti di Guido Zanin, definendolo mediconzolo per rimarcare la differenza tra un semplice medico della ASL e i dottori delle cliniche private che ha conosciuto quando faceva una vita privilegiata. Nella 4ª stagione, Enrica si ritrova senza casa: ha perso tutto il suo patrimonio in un affare sbagliato con Nicola. Viene accolta in casa Martini, dove nasce un'intesa con Libero, con cui si sposa per la reversibilità della pensione, ma dopo poco i due si innamorano davvero.
Nella 5ª stagione, Enrica decide di sostenere Ulrico Ulmi per l'elezione diretta del sindaco e fa campagna elettorale contro Libero. Poi però vota per il marito e diviene un suo assessore. Successivamente, Enrica vorrebbe separarsi da Libero, ma l'avvocato Ulmi scopre che il loro matrimonio non è valido a causa di un vizio di forma (mancava la firma di un testimone).
Nella 6ª stagione Enrica sorprende positivamente Libero: decide infatti di partecipare alla gestione dell'agriturismo in Puglia. Nel finale, si sposa nuovamente con Libero, in un doppio matrimonio con Tracy e Ciccio, questa volta valido. Nella 7ª stagione Enrica apre una ditta di mozzarelle denominata "Puglia DOP", che gestisce da sola perché Libero è negli Stati Uniti.
Nell'8ª stagione suo marito Libero è tornato in Italia, e i due anziani alternano periodi in cui vanno in Puglia per collaborare con i coniugi Biglietti alla masseria a periodi in cui tornano a Poggio Fiorito per occuparsi dei nipoti. Nella 9ª e nella 10ª stagione Enrica e suo marito non partecipano più alla gestione della masseria pugliese, e risiedono stabilmente a casa Martini.
Dalla 1ª alla 7ª stagione, Enrica ha due amiche: Livia e Pia, entrambe ricche e aristocratiche. Nella 9ª stagione, invece, c'è Agnese Lombardi (coniugata Cordelli), che viene presentata come una amica di vecchia data, ma che però non era mai apparsa e non era mai stata menzionata in precedenza.

### Nicola Solari
Nicola Solari, interpretato da Riccardo Garrone (st. 1, 4) è il primo marito di Enrica, e padre di Elena e Alice. Lavora come imprenditore. Nella 1ª stagione cerca di arginare le intemperanze di Enrica, dicendole spesso stai calmina quando lei polemizza con la famiglia di Lele o nei momenti in cui lei reagisce con troppa emotività alle situazioni negative. Nel corso dei trentacinque anni di matrimonio ha più volte tradito Enrica occasionalmente, giustificandosi con il pessimo carattere della moglie, che lo sapeva ma ha sempre preferito tacere. Poi, però, si scopre che ha una relazione extraconiugale fissa con Angela, un'amica di Enrica. Nicola chiede a Enrica di accettare la situazione senza porre fine al matrimonio, ma la moglie chiede la separazione. Nel corso dell'ultimo segmento narrativo della 1ª stagione, Nicola si trasferisce in Brasile con Angela ed esce di scena. Il personaggio torna a Roma nella 4ª stagione, in cui vuole il divorzio da Enrica e sta seguendo un investimento immobiliare in Costa Rica, con la consulenza finanziaria di Ulrico Ulmi. Successivamente, inizia a lavorare come procuratore sportivo e propone a sua nipote Maria di andare in crociera. Nella 5ª stagione e in tutte le successive il personaggio scompare totalmente e non viene più menzionato da nessuno dei personaggi presenti, nemmeno dai suoi cinque nipoti.

### Cettina
Concetta Gargiulo, interpretata da Lunetta Savino, è la collaboratrice domestica di casa Martini. È universalmente conosciuta come Cettina. È presente stabilmente dalla 1ª alla 5ª stagione (ma non in tutti gli episodi). Partecipa in pochi episodi della 6ª stagione, poi è del tutto assente.
Nella 1ª stagione viene assunta come ragazza alla pari facendo credere di essere polacca, perché alla ASL aveva sentito Lele che affermava di volere una straniera come au pair. Poi si scopre la verità: proviene da Mondragone. È cattolica, particolarmente devota alla Madonna del Carmelo, ma crede anche alla cartomanzia e alle superstizioni. Giacinto le chiede di sposarlo, ma lei rifiuta.
Nella 2ª stagione Cettina decide di lasciare Giacinto. Successivamente, si pente della sua decisione e i due si rimettono insieme. Lui le fa una nuova proposta di matrimonio, stavolta accettata. Nel finale, Cettina e Maria si improvvisano ostetriche e aiutano Alice a partorire, essendo bloccate in ascensore.
Nella 3ª stagione il personaggio acquisisce un peso decisamente maggiore nell'economia narrativa della serie, rispetto alle due precedenti. Dopo l'uscita di scena di Alice, infatti, Cettina intensifica il suo legame con Nonno Libero, da lei considerato come un padre, e viene riconosciuta come una "seconda madre" dai tre nipoti maggiori dello stesso Libero. Inizialmente è convinta che Giacinto stia lavorando su una nave da crociera per racimolare i soldi per l'agognato matrimonio, ma poi scopre di essere stata abbandonata. Augusto Torello, il nuovo maestro del coro di cui lei fa parte, le dichiara il suo amore. Cettina inizia una storia con Torello, ma poi lo lascia a causa delle macchinazioni e degli inganni di Peppiniello, all'anagrafe Giuseppe Quagliolo. Era il suo primo amore di Mondragone, l'aveva abbandonata a vent'anni ed era scappato negli Stati Uniti. È diventato molto ricco, fa un sacco di regali a Cettina e alla famiglia Martini, addirittura pagando per loro una rata mensile del mutuo. Poi viene arrestato perché quei soldi erano frutto di attività illecite. Cettina, dopo essere stata scagionata dall'accusa di favoreggiamento, si sposa in chiesa con Torello.
Nella 4ª stagione, Cettina non vive più a casa Martini e convince il marito a comprare il villino adiacente. Purtroppo, a causa della scorrettezza dell'agente immobiliare, il villino viene acquistato prima da Enrica. Questo fatto è causa di un durissimo litigio tra Cettina, Enrica e Libero, che urlano davanti alla famiglia. Torello ricompra il villino a un prezzo più alto. Cettina e Torello vorrebbero concepire un figlio, ma non ci riescono. Cettina viene ingannata da Rosalbo, un parente del marito, che finge di provare un affetto filiale per lei, ma mira solo ai soldi e al controllo dell'agenzia. Quando sembrava perduta ogni speranza, Cettina scopre di aspettare un figlio da Torello.
Nella 5ª stagione Cettina e Torello hanno un figlio di tre anni di nome Eros. La felicità del trio si dissolve quando la donna, ormai ultraquarantenne, prova una fortissima attrazione per il nuovo vicino Kabir, che però non ricambia. Dato che l'agenzia di Torello è in grave dissesto finanziario, Cettina cerca un lavoro e viene assunta dai fratelli Zinco. A fine stagione, Cettina e Torello si riconciliano e sembrano destinati a vivere sereni con il loro figlioletto.
Nella 6ª stagione, invece, viene rivelato che Cettina è scomparsa in un naufragio. I Martini si recano al commissariato perché c'è una donna non identificata che li cerca. Sorprendentemente, è proprio Cettina, che è stata colpita da amnesia e ha iniziato a recuperare i ricordi sentendo la parola Martini. Stando a casa di Lele e Libero, l'ex colf riesce gradualmente a ricordare tutto. Parte con l'automobile per raggiungere il marito e il figlio a Venezia. Dopodiché, il personaggio esce di scena definitivamente.

### Giacinto Diotallevi
Giacinto Diotallevi, interpretato da Enrico Brignano (st. 1-2), è il fidanzato di Cettina, pur essendo molto più giovane di lei. Nella 1ª stagione è disoccupato e cerca di sbarcare il lunario con dei lavoretti saltuari. Condivide l'affitto di un appartamento con l'amico Jonis, ma i due litigano perché entrambi partecipano al concorso pubblico per il posto di ausiliario della ASL, e Jonis si dimostra più preparato. Successivamente, Giacinto trova lavoro come guardia giurata, ma ha dei problemi con il suo superiore diretto, Scarcelli (interpretato da Giorgio Colangeli). La madre di Giacinto si chiama Cleofe e spesso tende a intromettersi eccessivamente nella vita del figlio. Giacinto e Cettina si lasciano temporaneamente nella 2ª stagione e tornano insieme dopo che lui viene aggredito e accoltellato da due ladri. Giacinto chiede a Cettina di sposarlo verso la fine della 2ª stagione. Nella 3ª stagione Giacinto, pur non comparendo più, rivela una indole ben diversa da come appariva prima. Cettina sapeva che lui lavorava in una nave da crociera. Poi invece si scopre che si è stabilito in un borgo della Calabria sposandosi con una coetanea.

### Maria Martini
Maria Martini, interpretata da Margot Sikabonyi (st. 1-9), è la prima figlia di Elena Solari e di Lele Martini.
Nella 1ª stagione ha 13 anni, compiuti all'inizio, ma la stagione copre un arco narrativo di circa tre anni: in questo arco temporale, il personaggio vive come una normale adolescente appartenente a una famiglia laica e progressista. Fa amicizia con Reby, sua nuova compagna di classe in terza media, amicizia che durerà fino ai trent'anni. Maria si innamora di un ragazzo di nome Alessandro, soprannominato "Ale", a cui dà il primo bacio e con cui ha una breve storia. In seguito uscirà anche con altri ragazzi.
Nella 2ª stagione ha 16 anni e si fidanza con Roberto Palombi detto "Er Pasticca", un ragazzo più grande che in precedenza spacciava droga. Gli amici e i familiari non approvano questa relazione, ma Maria crede che il giovane sia veramente cambiato. Nel finale di stagione aiuta Alice a partorire mentre è bloccata con lei e Cettina in ascensore.
Nella 3ª stagione ha vent'anni (li compie nel corso della stagione) e inizia a studiare Medicina all'università di Roma. Ormai uscita dalla fase dell'adolescenza, è responsabile nell'aiutare Libero e Cettina a gestire la vita della famiglia. Tuttavia, in alcune occasioni la giovane mostra qualche segno di stanchezza dovuta alle responsabilità che si è dovuta assumere dopo la partenza di Lele per l'Australia, dovendo essere una sorta di tutrice per i fratelli e per il cuginetto e dovendo anche conciliare la vita familiare con gli studi universitari. Convinta da una coetanea appartenente ad un gruppetto di artisti di strada a partire per Praga con un gruppo di gitani, medita di scappare in piena notte. Fin dal loro primo incontro, vi è un certo feeling tra lei e Guido Zanin; la notevole differenza di età (dodici anni) e l'apparente natura di casanova del medico la portano a frequentare altre persone. Inizia quindi una relazione con Gianluca Chiodelli, un avvocato, nonché consumatore di cocaina. Maria lo lascia, ma quando sostiene di essere cambiato sembra esserci un riavvicinamento. Gianluca esce di scena dopo aver litigato con Zanin, il quale successivamente dichiara il suo amore a Maria. Guido e Maria si mettono insieme.
Nella 4ª stagione va a convivere con Guido, ma i due litigano, e Maria lo lascia dopo che lui è scappato di casa credendo erroneamente che lei fosse incinta. Maria, sentendosi più libera di dedicarsi ai propri progetti, inizia ad interessarsi all'organizzazione umanitaria di Franco Caselli, e in seguito inizia una relazione con lui. Poi però decide di lasciarlo perché è ancora innamorata di Guido. Maria e Guido si sposano e partono insieme per l'Africa.
Nella 5ª stagione, Maria torna a Roma senza comunicarlo alla famiglia. Viene ospitata dall'amica Reby. La giovane Martini è rimasta devastata psicologicamente dall'esperienza in Africa e non vuole più diventare un medico. Affetta da un disturbo post-traumatico da stress, la giovane adulta sembra intenzionata solamente a divertirsi e a fare la perdigiorno a spese dell'amica. Tuttavia, dopo essere tornata a vivere a casa Martini, riesce gradualmente a superare il suo disagio, si rende conto di essere portata per il mestiere di medico e alla fine consegue la laurea con il punteggio di 110.
Nella 6ª stagione si specializza in neuropsichiatria infantile e mette al mondo Palù, figlia avuta con Guido. Scopre che Guido l'ha tradita con una ragazza di nome Valentina, ma decide di perdonarlo rendendosi conto di averlo trascurato a causa del lavoro e della figlia; quindi partono per un viaggio insieme affidando Palù ai nonni.
Nella 7ª stagione, Maria è tornata a vivere a casa Martini insieme con Palù, perché Guido è morto durante l'intervallo narrativo con la stagione precedente. Conosce Marco, padre di un compagno d'asilo della figlia, che è innamorato di lei, ma la loro relazione è ostacolata da vari fattori esterni. Anche uno psicologo del tribunale dei minori, Francesco Matteucci, si innamora di lei; Maria si rende conto infine di amare Marco.
Nell'8ª stagione lei e Marco decidono di sposarsi, ma rimandano il matrimonio a causa dei problemi finanziari dei Martini. Quando a Marco viene proposto di lavorare in Africa, lei ha paura e gli chiede di non partire. Lui mente, dicendole che va a Bruxelles. Maria intanto si lega molto a Roberto Magnani, ex compagno di liceo. Maria decide di lasciare Marco quando scopre della bugia su Bruxelles. Poi, ha una breve relazione con Roberto. Tuttavia, si rende conto di essere ancora innamorata di Marco, con cui si sposerà nel finale di stagione.
Nella 9ª stagione Maria e Marco alternano periodi di presenza a Roma con periodi di spostamenti a Torino per motivi di lavoro. Maria si imbatte in Giada, un'adolescente problematica con un triste passato, e si occupa di aiutarla. Scopre di essere incinta di due gemelli, e inizialmente teme che il marito Marco non ne sia felice. 
Nella 10ª stagione Maria sta sempre a Torino, e talvolta viene menzionata dai personaggi presenti a Roma. Inoltre, avendo saputo della vicenda di Petrucci, ha contattato Anna per ribadirle la sua vicinanza come sorella.

### Ciccio Martini
Ciccio Martini, interpretato da Michael Cadeddu (st. 1-7, guest 8 e 10), è il secondo figlio di Elena Solari e di Lele Martini.
Nella 1ª stagione è un bambino molto vivace e anche un po' discolo. Spesso esagera con gli scherzi, al punto da arrivare a fare spaventare pericolosamente l'anziano Libero, a causare un infortunio a Giulio e addirittura a dare involontariamente fuoco alla casa. Non è molto portato per lo studio, a differenza della sorella maggiore Maria, con cui litiga frequentemente. Ciccio però dimostrerà in più occasioni di volerle bene. Condivide con l'amica Susy la passione per i film sui mostri e i relativi giocattoli. Ma nella 2ª stagione Susy, iniziando a maturare, non ha più interessi in comune con Ciccio, che inizialmente non ne comprende il motivo.
Nella 3ª stagione Ciccio comincia l'istituto tecnico agrario. Ha l'occasione di sfondare nel rugby, per cui si trasferisce in Inghilterra per studiare l'inglese e allenarsi, ma un infortunio alla spalla lo costringerà a smettere di giocare. Nella 4ª stagione è fidanzato con una ragazza inglese di nome Emma ma, quando lei lo va a trovare a Roma, Ciccio accampa una scusa per poter passare la giornata con un'altra ragazza, Costanza, e lei lo lascia. Alla fine si fidanza con Miranda.
Nella 5ª stagione, è uno studente universitario. Vuole sposare Miranda nonostante la giovane età: i due scappano di casa, per poi rendersi conto di non essere abbastanza maturi per sposarsi. Lavora per un breve periodo come cameriere nel ristorante di Kabir. Il nome anagrafico di Ciccio, Francesco, viene pronunciato solo una volta nel corso dell'intero telefilm.
Nella 6ª stagione intraprende il progetto di aprire un agriturismo in Puglia, coinvolgendo Nilde e Andrea Biglietti. Ha intenzione di sposarsi con Miranda, ma lei cambia idea il giorno del matrimonio e ciò lo devasta psicologicamente, tanto da abbandonare l'agriturismo e lasciare definitivamente Miranda. Va quindi a lavorare in un maneggio innamorandosi della giovane proprietaria Tracy, che inizialmente non ricambia. Quando sta per baciarla torna Miranda, che vorrebbe ricucire. Ciccio decide però di lasciar perdere Miranda perché è innamorato di Tracy, che sposerà nell'ultimo episodio.
Nella 7ª stagione è ormai sposato con Tracy e rintraccia la famiglia della ragazza per permetterle di riconciliarsi con i genitori, che non vede da anni. Desidera avere un figlio e rimane deluso quando scopre che Tracy prende un anticoncezionale per poter partecipare a una gara; decide di gareggiare contro di lei, e i due fanno pace dopo la gara. Nel penultimo episodio scopre che diventerà padre di due gemelli.
Nell'8ª stagione è presente solo nei primi due episodi, e si trasferisce con la moglie incinta in Andalusia, avendo ricevuto un'offerta di lavoro per gestire lì un maneggio. Totalmente assente nella 9ª stagione, Ciccio torna temporaneamente a Roma solo nell'episodio numero 17 della 10ª stagione: conosce Valerio, padre biologico di sua sorella Anna, e le offre la possibilità di andare a lavorare con lui in Spagna, ma la ragazza rifiuta.

### Anna Martini
Anna Martini, interpretata da Eleonora Cadeddu, è la terza figlia di Elena Solari e di Lele Martini.
Dalla 1ª alla 7ª stagione, è indicata esclusivamente con il nomignolo Annuccia. All'inizio dell'8ª stagione, decide di usare il nome Anna, ma talvolta Libero "dimentica" questa decisione e continua ad usare il vezzeggiativo.
Fin dall'inizio della narrazione è la più piccola componente della famiglia Martini, ed è una sorta di mascotte della serie. All’inizio della 1ª stagione non ha neanche un anno e nella 2ª stagione va all'asilo. Nella 3ª stagione frequenta la prima elementare; si lega molto a Guido ma soffre molto a causa dell'assenza del padre e considera Cettina una seconda madre. A causa dell'assenza dei fratelli minori, Annuccia continua ad essere la mascotte di casa Martini. Si rende conto del sentimento nascente tra Maria e Guido, e cerca di fare il possibile per farli mettere insieme. Nella 4ª stagione è molto legata alla compagna di classe Viola, una dei quattro figli di Tea. Inoltre, festeggia la sua prima comunione senza che il padre Lele riesca ad assistervi, cosa che la porta ad essere arrabbiata con lui quando torna a casa, facendo pace dopo pochi giorni. Nella 5ª stagione frequenta la prima media e la sua migliore amica è ancora Viola. Annuccia diventa amica anche di Sumede, suo compagno di classe e vicino di casa.
Nella 6ª stagione Annuccia è entrata nell'adolescenza e frequenta la terza media. Con l'arrivo di Elena e Bobò a casa Martini, Annuccia non è più il personaggio mascotte. Inizialmente ha un atteggiamento autoritario nei confronti della piccola Elena. Dopo che la sua migliore amica Corinna si trasferisce fuori Roma, stringe amicizia con Giulia Biancofiore. Annuccia ha una cotta per un giovane cantante del liceo, Pierre, che però si dimostra una pessima persona. Gianfilippo Colla, un compagno di classe che le stava dando ripetizioni di matematica, diventa il suo primo ragazzo in assoluto.
Nella 7ª stagione Annuccia è al secondo anno di liceo classico e i suoi migliori amici sono Giulia Biancofiore e Ivan Lombardi. Stringe anche amicizia con un senzatetto ospitandolo in casa. Lascia Gianfilippo, che tratta in modo autoritario, per iniziare una storia d'amore con Enrico Trotta, un ragazzo di circa tre anni più grande; in seguito però torna con Gianfilippo e i due fanno l'amore per la prima volta.
Nella 8ª stagione frequenta il terzo anno di scuola superiore e decide di rinunciare al suo storico nomignolo. Mentre lavora come pony express, viene aggredita da un gruppo di teppisti e aiutata da Emiliano, ragazzo di cui si innamora subito. Dopo che Anna ha lasciato definitivamente Gianfilippo Colla, inizia un lungo tira e molla tra lei ed Emiliano. Gli ostacoli sono la differenza di età e le differenze socioculturali tra i due. Un altro ostacolo è Sonia, una amica di Emiliano che afferma di aspettare un bimbo da lui. Dopo aver acclarato che Sonia mentiva, tra Anna ed Emiliano inizia una relazione ufficiale.
Nella 9ª stagione Anna sta frequentando l'ultimo anno di liceo a Londra. Emiliano vorrebbe raggiungerla, e ha venduto il negozio per questo. Anna torna provvisoriamente a Roma, ma ha iniziato una relazione parallela con un inglese di nome Kevin, dimostrandosi quindi fedifraga nei confronti del tatuatore. Anche Kevin è sceso da Londra a Roma. Scoprendo il suo doppio gioco, sia Emiliano e sia Kevin la lasciano. Anche a causa di questa delusione, Emiliano cade nel giro della droga. Anna viene avvisata da Elena e Tommy, torna a Roma e paga (con i propri risparmi personali) i debiti accumulati da Emiliano per la droga. I due si rimettono insieme, e raggiungono Lele a Parigi.
Nella 10ª stagione, Anna è tornata in Italia, ma non ha più notizie di Emiliano, che è scappato da Parigi senza lasciare tracce. In questa stagione, Anna festeggia il suo diciottesimo compleanno e tenta di entrare all’università. Contestualmente al compimento della maggiore età, Anna è al centro della sottotrama sul personaggio di Valerio Petrucci. Si scopre infatti che sua madre Elena, precedentemente ritenuta legatissima a Lele, aveva tradito il marito con il predetto personaggio. La vicenda si evolve in un susseguirsi di colpi di scena relativi alla rivelazione della paternità biologica della ragazza. Anna interagisce anche con Giancarlo Fornari, detto Geko, un giovane rapper al quale Petrucci sta producendo il primo disco e che Anna aiuta con i testi. Anna entra in conflitto con Lele a causa del suo cambiamento caratteriale causato da Geko e da Valerio. La sottotrama porterà ad un confronto tra i due diversi metodi genitoriali di Lele e di Valerio. Alla fine resta a vivere con Lele pur mantenendo un’amicizia con Valerio e torna insieme a Emiliano.

### Elena e Bobò Martini
Elena Martini (interpretata da Domiziana Giovinazzo) e Libero Martini Junior detto Bobò (interpretato da Gabriele Paolino) sono i due gemelli figli di Lele e Alice. Nascono nel finale della 2ª stagione dentro un ascensore di un albergo di Roma, con Maria e Cettina che si improvvisarono ostetriche.
I due bambini sono totalmente assenti nella 3ª, 4ª e 5ª stagione, perché vivono con Lele e Alice dapprima in Australia, e poi in Francia. Entrano in scena nella 6ª stagione, quando Lele torna a Roma con loro. Inizialmente, Elena non è per niente contenta di dover vivere a Poggio Fiorito, mentre invece Bobò riesce ad ambientarsi subito. Nella 7ª stagione, Elena e Bobó frequentano la quinta elementare. Nella 8ª stagione, Elena e Bobó frequentano la seconda media.
Nella 9ª stagione Lele e Bianca stanno a Parigi, ma Elena e Bobò vivono comunque a Roma con i due nonni Libero ed Enrica. Da questa stagione, essendo ormai adolescenti, il peso di questi due personaggi nell'economia narrativa della serie è chiaramente maggiore rispetto alle precedenti stagioni. Elena, al primo anno di liceo classico, ha un'infatuazione per Tommy Martini, con il quale c'è un bacio in bocca, per lei il primo. Tommy però è interessato solo a Giada, e per questo Elena litigherà molte volte con lei. In seguito Elena si invaghisce di Edward, ossia il nickname di uno sconosciuto incontrato in chat, che condivide con lei la passione per la saga di Twilight. Crede che si tratti di Brando, un ragazzo più grande, che finge di essere Edward per avere una relazione con lei. Tuttavia, Elena si accorge che è un impostore, e successivamente si fidanza con Luca, il figlio di Tea, che è il vero Edward. Luca, però, decide di lasciarla perché ritiene che Elena non gli dedichi abbastanza attenzione. Nel finale di stagione si fidanza con un suo compagno di scuola.
Sempre nella 9ª stagione, Bobò frequenta il primo anno di liceo classico. Bobó si invaghisce di Jessica, una ragazza della sua scuola più grande di lui e particolarmente bella, che non lo ricambia ed è già fidanzata. Bobò però non lo sa, tenta un approccio ma il ragazzo di Jessica lo aggredisce sia insultandolo per il sovrappeso e sia mettendogli le mani addosso. Tuttavia sia Tommy e sia Emiliano intervengono a difesa di Bobò. Quest'ultimo resta molto scosso per quanto accaduto, e cerca forsennatamente di dimagrire, venendo però giudicato e ostacolato da Ave. Conosce una ragazza della sua età durante l’intervento di Sara, ma non è chiaro se diventa la sua fidanzata o solo una buona amica.
Nella 10ª stagione Elena è diventata più sicura di sé. Frequenta il secondo anno di liceo ed è fidanzata con un compagno di scuola di nome Tito. Dopo che Tito ha dovuto affrontare un intervento chirurgico per risolvere un problema cardiaco, i due fidanzatini vorrebbero convivere a casa di lui. Giovanna, la madre di Tito (il padre non c'è) acconsente ad ospitare Elena, ma sia Lele e sia Libero sono fermi nel non voler consentire alla sedicenne di convivere con il fidanzato.
Sempre nella 10ª stagione, Bobò è un po' dimagrito e non ha nessuna relazione sentimentale. È diventato il migliore amico di Paolo, un suo compagno di scuola che viene spesso insolentito e maltrattato dagli altri studenti perché è omosessuale. I due amici condividono la passione per la tecnologia e, insieme, costruiscono un drone. Quando Paolo gli rivela di essere omosessuale, Bobó decide di interrompere l'amicizia con lui. Lele cerca di fargli capire che un maschio etero e un maschio omosessuale possono benissimo essere amici senza provare attrazione, e che bisogna accettare le persone per quello che sono, senza pregiudizi.

### Alberto Foschi
Alberto Foschi, interpretato da Manuele Labate (st. 1-5, 7), è il figlio di Nilde Martini e Carlo Foschi. È nato il 21 aprile 1980. Alberto ha 16 anni all'inizio della narrazione della serie. Entra in scena nel terzo episodio della 1ª stagione, in cui chiede ospitalità alla famiglia Martini perché non sopporta più i litigi fra i suoi genitori. La narrazione della 1ª stagione copre un arco narrativo di circa tre anni, durante i quali il personaggio affronta diverse tematiche relative all'adolescenza, tra cui la contraccezione e le modalità di approccio tra ragazzi e ragazze. All'inizio della 2ª stagione, Alberto ha 19 anni: inizia una relazione con Gemma, la cugina di Filiberto, ospitata dagli zii mentre frequenta l'università. Gemma fa conoscere ad Alberto e alla famiglia Martini il suo amico Adriano. Nella 3ª stagione Alberto mente ripetutamente ai suoi famigliari e a Gemma riguardo ai buoni voti agli esami universitari. Si scopre che non ne aveva dato nemmeno uno, e Gemma lo lascia sia per queste bugie sia perché si è innamorata di Adriano. Il giovane Foschi entra in una fase di depressione, e Libero per aiutarlo a superarla gli procura un lavoro come tecnico alla radio. Nella 4ª stagione, Alberto lavora come tecnico e programmista regista alla TV privata diretta da Marcello. C'è un'importante sottotrama sulla sua love story con Eloisa Gherarducci. La 5ª stagione è quella in cui il personaggio di Alberto evolve maggiormente, dopo aver concluso la storia con Eloisa. Suo padre Carlo torna a Roma per cercare di recuperare un legame con il figlio. Alberto, inizialmente ostile, si riconcilia con lui. Verso il finale, inoltre, si fidanza con Reby. Nella 6ª stagione è assente in quanto trasferitosi a Milano con Reby per lavoro. Nella 7ª stagione torna a Roma dopo essere stato licenziato, ma darà un grande dolore a Reby tradendola con Albina. Dall'8ª stagione Alberto è totalmente assente. Libero farà una breve menzione di Alberto nella 9ª stagione, alludendo alla fine della sua relazione con Albina.

### Reby
Reby, interpretata da Carlotta Aggravi (st. 1-5, 7), è chiamata Rebecca solamente dai suoi genitori. Nella 1ª stagione è una tipica adolescente degli anni 90, che vive nel quartiere Poggio Fiorito e stringe amicizia con Maria quando la giovane Martini vi si è appena trasferita. Pur avendo un carattere diverso, le due diventano migliori amiche. Nella 2ª stagione sua madre vorrebbe trasferirsi in America con il suo nuovo compagno. Reby, dopo un forte contrasto, le da il beneplacito per la partenza e sceglie di restare a Roma con il padre, un imprenditore dell'alta borghesia. Nella 3ª stagione è indecisa su quale facoltà universitaria scegliere. Vede l'università soltanto come un luogo dove conoscere i ragazzi. Ha un atteggiamento spregiudicato anche nell'usare i soldi del padre, e ciò la porta ad avere qualche attrito con la sua migliore amica. Nella 4ª stagione ha una relazione con uno stilista giapponese, Kim Saburo Mitsoguchi, con il quale decide persino di sposarsi, essendo convinta che fosse lui l'uomo della sua vita. Poco prima di celebrare le nozze, però, Reby decide di lasciarlo perché si rende conto che non è possibile progettare una intera vita insieme con una persona con cui non ha quasi nulla in comune. Successivamente, suo padre muore all'improvviso, e Reby deve abbandonare la vita spensierata per dedicarsi all'azienda. Nella 5ª stagione è diventata un'imprenditrice di successo. Litiga duramente con Maria e solo dopo diverso tempo si riappacifica con lei. Poi si fidanza con Alberto. Nella 6ª stagione non compare, infatti ella vive a Milano con il giovane Foschi. Nella 7ª stagione torna a Roma, e la sua relazione con Alberto finisce perché lui si è invaghito di Albina, cognata di Maria. Reby, dopo aver metabolizzato questa fortissima delusione d'amore, decide di rimettersi in gioco con Francesco Matteucci. Dall'8ª stagione Reby è del tutto assente e non viene più menzionata da nessuno.

### Mariano Valenti
Mariano Valenti, interpretato da Vincenzo Crocitti (st. 1-5), è un medico della ASL. Mariano è uno dei pochissimi personaggi che conoscono il protagonista Lele già da prima che iniziasse la narrazione della serie. È l'unico personaggio della serie ad essere classificabile come macchietta. Ha qualche anno in più di Lele. Vive ancora con la madre, che lo vizia, lo tratta come un bambino e non vuole lasciargli vivere le normali esperienze. Mariano ha un rapporto problematico con il cibo, che lo fa essere in sovrappeso e poco sicuro di sé. Nella 3ª stagione si invaghisce della nuova dirigente Castellani e instaura un buon rapporto professionale con lei. Nella 4ª stagione, molto spesso la Castellani è assente, e Mariano ricopre l'incarico di direttore ad interim della ASL. Nella 5ª stagione, dopo che nel corso degli anni si era sempre lamentato della sua condizione di single, Mariano ha una relazione con Luz.

### Jessica
Jessica, interpretata da Sabrina Paravicini (st. 1-4), è l'infermiera della ASL. È nota prevalentemente come personaggio senza cognome.
Nella 1ª stagione, Jessica prende una casa in affitto insieme con Irene, ma la convivenza causa qualche attrito tra le due. Jessica si fidanza con Ricky, un bizzarro musicista, che ha un incidente stradale e va in coma. In ospedale, scopre che Ricky è sposato. Irene si trasferisce e il nuovo coinquilino è Oscar, che diventa anche amico di Jessica.
Nella 2ª stagione ha una infatuazione per un egiziano musulmano, che però è poligamo e vorrebbe avere Jessica come seconda moglie senza lasciare la prima. Jessica rifiuta.
Nella 3ª stagione ha una relazione con Giorgio Pesca, un avvocato dell'alta borghesia. Questa relazione finisce per incompatibilità di carattere. Poi Jessica si sente attratta da Giovanni, un allenatore di rugby che però vuole diventare sacerdote. Jessica e Oscar trascorrono una notte a letto insieme. Jessica partecipa alle attività di volontariato di Giovanni, e tra lei e Giovanni scocca la scintilla. Jessica resta incinta e Giovanni decide così di rinunciare al sacerdozio. Jessica però sa che il padre potrebbe anche essere Oscar.
Nella 4ª stagione è nata la figlia Agnese, ma Giovanni è sempre assente da casa e Jessica scopre che l'uomo va in chiesa ogni sera perché sente ancora la vocazione da prete. Dopo che Oscar ha scoperto di essere il padre di Agnese, Giovanni e Jessica si lasciano. Jessica decide di partire per una missione umanitaria in Guatemala, lasciando la figlia con Oscar. Dietro a questa decisione, c'è anche un interesse nei confronti di Franco Caselli. Nella 5ª stagione e in tutte le successive Jessica è totalmente assente. 
Nella 10ª stagione, con il ritorno di Agnese a Roma, viene rivelato che Jessica lavora nel settore alberghiero come infermiera, a Dubai.

### Laura Mercanti
Laura Mercanti, interpretata da Claudia Pozzi, è un medico presente solamente nella 1ª stagione. Laura lavora alla ASL da cinque anni prima che iniziasse la narrazione della serie. Lele vi lavorava già da prima di lei, quindi i due hanno molta confidenza. Laura è divorziata, e la sua figlioletta Diana vive con lei. Talvolta Laura interagisce con il suo ex marito, che vorrebbe avere l'affido di Diana. Quando Laura esplicita a Lele un suo interessamento nei suoi confronti, lui si dimostra ambiguo perché vuole prima capire cosa può accadere con Alice. Laura reagisce con durezza, affermando di non voler essere considerata come la seconda scelta di nessuno. A metà stagione, Laura inizia ad avere un forte disagio psicologico causato dai conflitti con l'ex marito, dalla difficoltà di conciliare la vita lavorativa con la vita da madre single, e anche dal dispiacere di non poter stare con Lele. Quindi Laura va via da Roma ed esce di scena definitivamente.

### Giorgio Giorgi
Giorgio Giorgi, interpretato da Mauro Pirovano (st. 1-2), è il direttore della ASL già da prima che iniziasse la narrazione della serie. Professionalmente è un cerbero e nasconde il suo lato umano: tuttavia, è genuinamente convinto dell'importanza della struttura sanitaria che dirige, e crede fermamente che possa essere un valido servizio per la collettività. In diverse occasioni dimostra di nutrire molta stima nei confronti di Lele e spesso gli permette di interagire con lui in maniera paritaria, anziché come un subalterno. Quando scopre che Oscar è omosessuale, vorrebbe fare mobbing contro di lui, ma desiste da quest'intenzione solo dopo pressioni da parte degli altri.
È sposato, non ha figli, e Tea lo vede in compagnia di un'altra donna. Quando sua moglie scopre il tradimento reiterato, decide di lasciarlo. Giorgi ha anche saputo di avere un grave problema ad un rene. Successivamente, sembra esserci una riconciliazione tra Giorgi e la moglie. Dal Nord arriva sua nipote Eva, che ha una storia d'amore con Jonis, ma lo zio si oppone con motivazioni xenofobe. Poi però cambia idea e aiuta Jonis con un avanzamento di ruolo. Il suo problema nefrologico sembrerebbe essersi risolto, perché arriva un rene disponibile per il trapianto. Giorgi viene operato: il trapianto in apparenza è andato bene, ma Giorgi muore nel finale della 2ª stagione a causa di una crisi di rigetto. L'incarico di direttore della ASL va a Lele, grazie anche al parere espresso da Giorgi.

### Jonis
Jonis, interpretato da Jonis Bascir (st. 1-5), è l'usciere della ASL, noto come personaggio senza cognome. Assunto verso la metà della 1ª stagione, mantiene l'incarico fino alla chiusura della ASL. Condivide l'affitto di un appartamento con l'amico Giacinto. Tuttavia, c'è un litigio causato dal posto di lavoro da usciere. Infatti, Giacinto aveva partecipato al concorso per essere assunto alla ASL, ma si è presentato anche Jonis, dimostrandosi più preparato pur non essendo di madrelingua italiano. Jonis ha un carattere scherzoso ma è molto attento al danaro. Non si accontenta dello stipendio da usciere e spesso cerca di arrotondare come imbianchino, idraulico e quant'altro. Ha anche organizzato un commercio abusivo all'interno della ASL e un giro di scommesse sui possibili amori tra i medici. Nelle prime due stagioni è fidanzato con Lorella, che però lo tradisce. Durante la 2ª stagione si fidanza con Eva, una nipote di Giorgi. Nella 3ª stagione la fidanzata non compare più e Jonis è di nuovo single. Con l'uscita di scena di Giacinto, Jonis vive da solo. Nella 4ª stagione, Tea e Jessica lo convincono a cantare travestito da donna. Grazie a ciò, viene notato da un imprenditore che gestisce locali notturni LGBT, il quale gli chiede di lavorare per lui come cantante, permettendogli quindi di avere una seconda entrata economica fissa. Dopo la chiusura della ASL, lavora per un breve periodo all'Ospedale Famiglia. Nella 5ª stagione Oscar lo richiama per lavorare nel poliambulatorio semiprivato. Dalla 6ª stagione non è più presente e non viene mai più menzionato.

### Tea
Tea, interpretata da Rosanna Banfi (st. 1-6, 8-10), è dottoressa in ostetricia, ma è abilitata a svolgere anche il mestiere di fisioterapista. Lavora alla ASL e ha circa la stessa età di Lele e Giulio. Si è sposata giovanissima con Alfredo Spadoni (interpretato da Ciro Scalera), dal quale ha avuto quattro figli: due maschi e due femmine. È un personaggio secondario per le prime due stagioni: poi entra a fare parte del regular cast. Nella 3ª stagione Tea ha la passione per il canto. Frequenta il corso musicale di Torello e si esibisce con il trio amatoriale de Le Rose del Sud, composto da lei, Jessica e Cettina. Nella 4ª stagione, Tea si dedica alla scrittura come hobby. Tuttavia, Enrica trova casualmente diversi manoscritti di genere rosa, e, trovandoli molto interessanti, chiama una dirigente di una casa editrice, che si complimenta con Tea per il suo talento, e le propone un contratto da scrittrice. Nella 5ª stagione Tea vive a Poggio Fiorito, dove ha comprato un villino. Anche sua figlia Chicca si cimenta a scrivere romanzi. Nella 6ª stagione Tea ha concluso la carriera di scrittrice e torna a fare l'ostetrica, non più alla ASL bensì nella nuova struttura sanitaria del telefilm: Villa Aurora. Lavorerà lì anche nella 8ª, 9ª e 10ª stagione.

### Irma
Irma, interpretata da Jinny Steffan (st. 1-2, guest 3, 6-7), inizialmente è la direttrice di Radio Tua, quindi è il superiore diretto di Alice. Ha un breve flirt platonico con Giulio, e successivamente una breve storia con Alfonso Martini, pilota di aerei di linea. Esce di scena dopo i primi episodi della 3ª stagione. Rientra nella narrazione del telefilm nella 6ª stagione, come nuova dirigente del canale privato Teletua. Viene rivelato che era andata in Marocco, e che lì aveva incontrato Giulio: tra i due stavolta c'era stata una vera relazione (non platonica come in passato), ma poi lui non si era presentato all'appuntamento a Siviglia un mese dopo. Irma, per vendicarsi, appioppa un ceffone a Giulio in diretta televisiva. Poi, però, i due tornano insieme e Irma fa partecipare Giulio al reality show L'isola dei coraggiosi. Irma annuncia a Giulio di aspettare un bambino. Nella 7ª stagione, Irma vive con Giulio e il figlioletto, chiamato Pietro e soprannominato "Pietrino" (interpretato da Osvaldo Brigante). Irma sostituisce Giulio alla conduzione di un programma televisivo ambientato in un sottomarino, a causa della rinuncia di lui dovuta alla claustrofobia.

### Fausto
Fausto, interpretato da Pino Ferrara (st. 1-5), entra in scena nella 1ª stagione come anziano paziente di Lele alla ASL sperimentale. Libero, mentre è in casa, afferma di avere un amico di nome Fausto che non ha potuto partecipare ad una partita a bocce che era stata precedentemente organizzata. Tuttavia, fino a quel momento, Fausto e Libero non si conoscevano ancora. Soltanto più avanti, in un episodio successivo, l'anziano Martini incontra per la prima volta Fausto quando si trova alla ASL, e socializza con lui. I figli di Fausto, che compaiono soltanto nella 1ª stagione, vorrebbero mandarlo a vivere in una casa di riposo, poiché devono tornare negli Stati Uniti e non possono occuparsi di lui. Grazie all'interessamento di Lele e Libero, Fausto rifiuta la decisione dei figli e rimane a vivere a casa sua. I figli resteranno negli Stati Uniti e non torneranno più a trovarlo, nemmeno quando Fausto avrà la polmonite nella 2ª stagione. Fausto interagisce spesso con Libero e talvolta con gli altri Martini, trovando in loro una famiglia. Nella 1ª stagione, Fausto affermava di avere chiamato un proprio pappagallino con il nome Benito per via delle sue idee politiche. Tuttavia, le sottotrame che lo vedranno coinvolto successivamente fino al momento della sua uscita di scena (nell'intervallo narrativo tra la 5ª e la 6ª stagione) risultano incongruenti con quella ideologia.

### Nilde Martini
Nilde Martini, interpretata da Anita Zagaria (st. 1-7), è figlia di Libero e di Elvira e sorella maggiore di Lele. Ha un carattere che Maria definisce fumantino, molto diverso da quello di Lele. Nella 1ª stagione Nilde vive a Viterbo, ha frequenti litigi con il marito Carlo Foschi e accetta che il figlio Alberto si trasferisca a casa Martini. Successivamente, sembra voler rimettersi insieme a Carlo, ma la riappacificazione dura pochissimo. Nella 2ª stagione Nilde partorisce a Sanremo (dove lavora) un bambino mulatto di nome Lele Junior, che fino ai tre anni di vita non sa chi sia suo padre. Nella 3ª stagione Nilde apre un ristorante a Roma. Tale ristorante è la location di varie vicende. In seguito, al ristorante si presenta George Roswell, il padre biologico di Lele Junior, del tutto ignaro di avere avuto un figlio da Nilde: è un diplomatico, ha già una famiglia, e Nilde continua a nascondergli la verità, ma Libero capisce che è giusto metterlo al corrente. Nella 4ª stagione Nilde ha un nuovo compagno di vita, Andrea Biglietti, e cerca di farsi accettare da Miranda, figlia di lui. È contraria alla relazione fra il figlio Alberto ed Eloisa, ma Alberto le dice che non deve intromettersi nella sua vita sentimentale. Nella 5ª stagione chiede a Libero di non ospitare Carlo a casa Martini; si scopre anche che quando Carlo era lontano da Roma lei aveva intercettato e distrutto tutte le lettere che inviava al figlio. Nella 6ª stagione si trasferisce in Puglia per gestire un'azienda agricola insieme ad Andrea, Libero ed Enrica, ma talvolta torna a Roma. Nilde è presente nella serie fino alla 7ª stagione.

### Carlo Foschi
Carlo Foschi, interpretato da Luigi Montini (st. 1, 5), è il primo marito di Nilde ed è il padre di Alberto. Quest'ultimo si trasferisce a casa Martini a causa dei continui litigi tra Carlo e Nilde. A metà della 1ª stagione, sembra esserci una riconciliazione tra i due coniugi, che vorrebbero anche che Alberto ritornasse a vivere con loro. Tuttavia, l'atteggiamento autoritario di Carlo, contrapposto a quello dialogante e permissivo di Lele, induce Alberto a restare a casa Martini. Carlo alza la voce con Lele, e Nilde si rende conto che non è possibile continuare ad essere sua moglie. Carlo va via da Roma e si ricostruisce una vita senza la famiglia, chiudendo (così sembra) ogni contatto non solo con la ex moglie, ma anche con Alberto. Nella 5ª stagione, Carlo ritorna a Roma e ha un atteggiamento molto più remissivo e compassato rispetto a prima. Scrive ad Alberto chiedendogli di incontrarsi al centro commerciale. Alberto reagisce con freddezza e distacco. Poi, Carlo va anche a casa di Libero, ancora con la volontà di recuperare un legame con il figlio. Si scopre che Carlo, durante i tanti anni di assenza, aveva scritto regolarmente delle lettere ad Alberto, lettere che però venivano intercettate e distrutte da Nilde. Quando scopre che suo padre, durante i lunghi anni di assenza, non si era affatto dimenticato di lui, Alberto riesce a perdonarlo per gli errori del passato. Carlo ed Alberto cominciano a passare parecchio tempo insieme e Carlo confida al figlio di essersi sottoposto a delle analisi dopo essere stato più volte male. Carlo, in seguito all'esito di queste, comunica al figlio di aver scoperto che in realtà sta bene. Gli esami vengono dimenticati nell'auto di Alberto, che non convinto di quanto gli stia dicendo il padre li fa vedere all'amico Emilio. Quest'ultimo comunicherà ad Alberto che il padre ha un tumore e che gli resta poco da vivere. Alberto è disperato anche perché il padre gli comunica che deve partire urgentemente per affari. Carlo e Alberto si salutano alla stazione tristi ma comunque contenti per aver ritrovato il loro rapporto e pochi giorni dopo Carlo muore. 

### Oscar Nobili
Oscar Nobili, interpretato da Paolo Sassanelli, è un medico che arriva alla ASL nell'episodio 29 della 1ª stagione. Si scopre che Oscar è omosessuale: Giorgi inizialmente vorrebbe mandarlo via, ma poi cambia idea. Tra la 1ª e la 2ª stagione, Oscar diventa il migliore amico di Jessica, la sua coinquilina. Nella 3ª stagione i due hanno un rapporto sessuale occasionale. Lei resta incinta, ma aveva una relazione con Giovanni, quindi Oscar a malincuore accetta di non verificare chi dei due è il padre biologico della piccola Agnese. Nella 4ª stagione Oscar cambia idea ed esegue il test del DNA: è lui il padre di Agnese. Oscar decide di rivelare il suo orientamento sessuale a suo padre Carlo e a sua madre Patrizia, interpretata da Carmela Vincenti. Nella 5ª stagione, Oscar si occupa di Agnese, con cui si trasferisce in un villino a Poggio Fiorito, dove intanto ha trovato lavoro come direttore del poliambulatorio semiprivato. Oscar ha un'importante relazione con il collega Max Cavilli. Nella 6ª stagione, Oscar è il direttore della clinica in cui lavorano anche Max e Guido. Sua figlia Agnese è tornata a stare con la madre Jessica e quindi non compare più. In un secondo momento Oscar lascia la direzione in favore di Guido. Nella 7ª stagione la storia d'amore tra Oscar e Max è finita, per motivi che nel telefilm non verranno mai esplicitati. Oscar, ritornato ad essere il direttore della clinica, acconsente al progetto di sperimentazione contro la granulomatosi di Wegener di Lele, Virginia e Davide. Nella 8ª stagione ha avuto una relazione (che però non viene mostrata, ma verrà solamente raccontata in seguito) con un pilota, Ruggero, interpretato da Massimiliano Pazzaglia. Nella 9ª stagione, Oscar è di nuovo single. Nella 10ª stagione, sua figlia Agnese torna a stare con lui (la madre è a Dubai): l'adolescente rimprovera bruscamente il padre per non averle raccontato della storia con Ruggero. Oscar ha poi una relazione con Nicola Gardini, insegnante di sua figlia.

### Guido Zanin
Guido Zanin, interpretato da Pietro Sermonti (st. 3-4; 6), è un medico, nato l'11 novembre 1972.
All'inizio della 3ª stagione, arriva a Roma da Milano, dove era cresciuto in un orfanotrofio, essendo stato abbandonato dalla madre biologica quando era appena nato. È un nuovo medico di base della ASL sperimentale di Roma. Mentre sta consultando una bacheca per leggere gli annunci immobiliari, incontra casualmente Maria all'università. Prende in affitto la stanza matrimoniale lasciata libera da Lele. Il suo migliore amico è Marcello, figlio del custode dell'orfanotrofio di Milano. Guido si fidanza con la nutrizionista Carlotta e aiuta quest'ultima a superare la fobia da contatto fisico. Ben presto, però, Guido si innamora di Maria e, quindi, decide di lasciare Carlotta. Guido riceve la visita di Eva, con la quale in precedenza aveva avuto un rapporto occasionale da ubriaco. Eva non accetta di essere stata per lui un puro svago, lo tormenta per giorni, gli salta addosso sul divano del salotto dei Martini; proprio in quel momento entra in casa Maria, che fraintende tutto. Guido viene quindi cacciato di casa. Chiede e ottiene il trasferimento a Milano, ma Maria lo raggiunge alla stazione prima che parta, dichiarandogli il suo amore. Lui quindi si getta dal treno per tornare con Maria.
Nella 4ª stagione, Guido riesce a ottenere il trasferimento a Roma e si trasferisce con Maria in una casetta di proprietà dei coniugi Torello. Però, dopo avere trovato un test di gravidanza sul tavolo, crede che Maria sia incinta e scappa nella casa al mare di Oscar per riflettere: in realtà quel test era di Reby, e a causa di questo equivoco Maria si arrabbia con Guido e lo lascia. Per evitare la chiusura della ASL, Guido organizza un sit in al quale partecipano tutti i medici, ma senza risultati. Decide quindi di occupare i locali dell'ex ASL per fondare un "ospedale famiglia", finanziato anche con una partita di calcio per beneficenza contro i vigili del fuoco. Chiede quindi a Maria di sposarlo. Alla fine della stagione i due si sposano e partono per una missione umanitaria in Africa.
Nella 6ª stagione, Maria gli comunica di aspettare un figlio da lui. Tuttavia, i due vivono ancora a casa Martini perché l'inquilino che non paga l'affitto, Dante Piccione, li evita per non dover lasciare l'abitazione. Guido e Maria convincono Melina a incontrare Dante per consegnargli la lettera dello sfratto, ma la ragazza finisce per innamorarsi del cattivo pagatore. Dante, allora, convince Guido a lasciargli l'appartamento per un po' di tempo. Guido incontra poi sua madre, Ave, che gli rivela di averlo abbandonato in un orfanotrofio a Milano; è arrivata a Roma con l'obiettivo di conoscere il figlio, che la perdonerà solo dopo molte resistenze e dopo la nascita di sua figlia. Guido conosce anche sua sorella Albina: inizialmente lei si rifiuta di vederlo, finché lui non la incontra fingendosi un cliente dell'agenzia immobiliare in cui lavora, e le rivela la sua identità dopo molti incontri, scrivendole poi una lettera. Diventa padre della piccola Palù, ma tradisce Maria con una donna di nome Valentina, trascorrendo una notte con lei mentre Maria lo trascura a causa del lavoro e della figlia. Decide poi di confessare tutto a sua moglie, la quale reagisce malissimo e arriva a chiedere la separazione. Alla fine della stagione, Guido si riappacifica con Maria.
All'inizio della 7ª stagione, viene rivelato che Guido è morto in un incidente d'auto durante l'intervallo narrativo tra la fine della 6ª stagione e l'inizio della 7ª stagione.

### Carlotta Wilson
Carlotta Wilson, interpretata da Martina Colombari, è un medico presente solamente nella 3ª stagione. Va a lavorare alla ASL per decisione della nuova dirigente Castellani, che vuole una nutrizionista nel suo organico. Si fa notare non solo per la sua bellezza, ma anche perché evita continuamente qualsiasi contatto fisico, strette di mano incluse. La motivazione è legata ad un profondo disagio psicologico, causatole in parte dalla rigidità e dall'intransigenza di sua madre. Guido cerca di aiutarla a superare le fobie e le insicurezze, e tra i due si sviluppa una love story. Il momento cruciale in cui Carlotta riesce a sconfiggere la sua psicosi arriva quando Maria (con cui inizialmente non correva buon sangue) rischia di essere investita da un'automobile. Poi Carlotta inizia a lavorare anche a Radio Tua, dove conosce Marcello, con cui nasce un'amicizia sempre più intensa. Successivamente, Carlotta deciderà di lasciare Guido per iniziare una relazione con Marcello.

### Alida Castellani
Alida Castellani, interpretata da Chiara Salerno (st. 3-4), diventa la direttrice della ASL dopo la partenza di Lele per l'Australia. Diversamente dai suoi predecessori, non è un medico ma è una laureata in economia. Inizialmente, il suo operato come dirigente non è per niente gradito dai paramedici e medici, ad eccezione di Mariano che invece ammira la Castellani. Nella 3ª stagione, interagisce in maniera significativa con Guido e con gli altri. Apporta diversi cambiamenti e novità nella ASL senza cercare l'approvazione dei suoi subalterni. Nella 4ª stagione, pur essendo ancora presente, il personaggio diventa meno importante, perché si trova quasi sempre fuori Roma. Ha scelto Mariano come suo sostituto ad interim. Torna nella capitale per comunicare che la ASL chiuderà i battenti a causa dei tagli ai fondi della sanità disposti dalla Regione.

### Marcello
Marcello, interpretato da Edoardo Leo (st. 3-4), nella 3ª stagione è un paziente della ASL. Si fa visitare da Guido e i due si riconoscono a vicenda dopo tanti anni: erano amici da bambini, quando Guido viveva in orfanotrofio e Marcello era il figlio di un dipendente. Fin da allora, Marcello era invidioso dell'abilità che Guido aveva nel relazionarsi con l'altro sesso. Marcello lavora in un supermercato, ma sogna di diventare un drammaturgo di alto livello culturale. Tuttavia, quando inizia a lavorare a Radio Tua, preferisce dedicarsi all'attività radiofonica che gli garantisce molta più popolarità. In radio fa amicizia con Carlotta, amicizia che poi si tramuta in love story. Nella 4ª stagione, Marcello è il direttore di una nuova TV privata, ma soffre perché Carlotta lo ha abbandonato. Poi, però, inizierà una relazione con Eufrasia, conosciuta casualmente nel villino dei coniugi Torello.

### Augusto Torello
Augusto Torello, interpretato da Francesco Salvi (st. 3-5), è il direttore della filiale romana di una importante agenzia di onoranze funebri, proveniente dal Nord Italia. Enrica lo chiama Toretto.
Nella 3ª stagione entra in scena come maestro nel corso di canto al quale si iscrive Cettina, e inizia a corteggiarla e a frequentare i Martini. Cettina chiede a Libero di scoprire che lavoro fa Torello, sospettando che sia un terrorista o uno psicopatico. Libero lo pedina e arriva in una chiesa, scoprendo quale è il suo vero lavoro. Torello chiede a Libero di non rivelarlo a Cettina perché è superstiziosa. Quando lo scopre, Cettina sembra inizialmente intenzionata a troncare sul nascere la love story con lui, ma poi cambia idea. Cettina addirittura prova a lavorare nell'agenzia, ma si dimostra non idonea e Torello le chiede di lasciar perdere. Dopo varie peripezie, Cettina e Torello decidono di convolare a nozze con un rito religioso.
Nella 4ª stagione, Torello compra da Enrica la ex casa della famiglia di Filiberto, per aiutare economicamente Enrica e per consentire a Cettina di abitare vicino ai Martini. Per ammortizzare l'enorme spesa, decide non solo di spostare la sede della sua agenzia all'interno del villino di Poggio Fiorito, ma anche di affittare alla giovane Eufrasia una stanza del villino stesso. Poiché Cettina e Torello non riescono a concepire un figlio, le "zie" lombarde mandano a Roma il nipote Rosalbo, un approfittatore interessato solo ai soldi, che erediterebbe l'agenzia nel caso in cui Augusto non abbia figli.
Nella 5ª stagione appare il figlio di Torello e Cettina, di nome Eros che ha tre anni. Torello è distrutto emotivamente dalla crisi coniugale con Cettina (che si è innamorata di Kabir), e quindi non riesce più nemmeno a lavorare con lucidità, portando la Torellhonor sull'orlo del fallimento. I suoi parenti si trasferiscono temporaneamente a Roma per prendere il controllo dell'agenzia. Rosalbo e le zie trattano molto duramente il malcapitato Torello, lo umiliano anche davanti al piccolo Eros e lo pagano pochissimo. Cettina decide quindi di andarsene a Pescara, ma consente a Torello di vedere spesso il figlioletto. Melina, che lavora da tempo a casa Martini, inizia a corteggiare Augusto, che però è ancora innamorato di sua moglie. La moglie rientra a Roma, e con i soldi guadagnati a Pescara ricompra la sede romana dell'agenzia, che quindi diventa un'agenzia indipendente. Finalmente è possibile cacciare via l'antagonista Rosalbo definitivamente. Cettina chiede ad Augusto di ritornare insieme, ammettendo di aver sbagliato con Kabir. Torello le molla un sonoro ceffone ma decide di perdonarla.
Dalla 6ª stagione il personaggio è del tutto scomparso: vive a Brescia, spedisce per posta un regalo per Ciccio, e i Martini lo ricordano con grande affetto.

### Giovanni Macchio
Giovanni Macchio, interpretato da Giovanni Guidelli (st. 3-4), è un trentacinquenne che allena una squadra di rugby di ragazzi adolescenti. Nella 3ª stagione, Jessica è interessata a lui, ma Giovanni dice subito che sta frequentando il seminario per diventare un sacerdote. Jessica vuole comunque essere coinvolta nelle attività di volontariato di Giovanni, e questa collaborazione farà nascere una reciproca attrazione tra i due. Jessica resta incinta: inizialmente decide che sarà Oscar il papà del nascituro, ma Giovanni ha rinunciato al sacerdozio e decide di formare una famiglia con Jessica. Nella 4ª stagione la piccola Agnese ha due anni, ma il "papà" Giovanni è sempre assente, adducendo scuse inverosimili. Giovanni ha ancora la volontà di diventare un presbitero. Grazie al test del DNA, si scopre che Giovanni non è il padre di Agnese, e quindi può tornare al suo progetto di vita iniziale. Mantiene però buoni rapporti con l'ex fidanzata e la "ex figlia". Giovanni è anche il presbitero che celebra il matrimonio tra Maria e Guido.

### Eufrasia
Eufrasia, interpretata da Esther Ortega (st. 4), è un'ambientalista spagnola che va ad abitare a Poggio Fiorito quando Torello le affitta una stanza del suo villino per ammortizzare le spese. Ha un diploma in ragioneria. Cettina, ascoltando alcune conversazioni, si convince erroneamente che Eufrasia pratichi la prostituzione. In realtà la giovane si guadagna da vivere con i calendari sexy e con la cartomanzia. Eufrasia si fidanza con Marcello. Pur vestendosi in maniera succinta e appariscente, ha un approccio bigotto nei confronti della sessualità, tanto che Marcello si lamenta di non essere riuscito ad avere un rapporto sessuale con lei.

### Franco Caselli
Franco Caselli, interpretato da Nicola Farron, è un medico presente solamente nella 4ª stagione. È il responsabile di una ONG che si occupa di Africa e Medio Oriente. Si presenta alla ASL per chiedere se è possibile organizzare un corso per reclutare eventualmente nuovi medici e infermieri volontari da mandare in missione umanitaria. Mariano non gli consente di spiegarsi chiaramente. Franco sta per andarsene, ma Guido lo ferma e gli chiede di preparare un documento da sottoporre alla Castellani. Franco e Guido diventano amici mentre Maria è in crociera. Appena rientrata, la giovane si scontra duramente con Franco, perché lui si è dimostrato ostile verso le coppie di medici che vogliono lavorare insieme. Successivamente, Maria e Franco hanno modo di chiarire le loro incomprensioni. Diventano amici e successivamente, dopo che Maria ha lasciato Guido, iniziano una relazione.

### Andrea Biglietti
Andrea Biglietti, interpretato da Paolo Maria Scalondro (st. 3-6), entra in scena nell'ultimo episodio della 3ª stagione in quanto responsabile dell'addobbo floreale del matrimonio di Cettina e Torello. Nel corso dell'intervallo narrativo tra la 3ª e la 4ª stagione, inizia una relazione con Nilde. È un uomo buono e onesto, ma il suo rapporto con Nilde rischia di essere messo in crisi da Miranda, la figlia di Andrea e della sua ex moglie. Quest'ultima non è mai apparsa nel telefilm: è stata soltanto nominata in vari dialoghi e ha avuto una conversazione telefonica con Libero. Nella 5ª stagione, Biglietti viene arrestato in quanto responsabile di una truffa ai danni dell'Unione Europea, ma il vero colpevole è il suo socio, Salviotti, che gli ha fatto firmare delle carte ed è scappato con i soldi. Poi, Andrea esce di prigione grazie all'aiuto del suocero Libero, ma il suo negozio di fiori resta penalizzato da questa vicenda. Nella 6ª stagione, ha venduto il suo vivaio perché lui e Nilde lavoreranno nell'agriturismo in Puglia insieme a Ciccio e Miranda. Quest'ultima, tuttavia, si tira indietro, causando il conseguente forfait di Ciccio. Andrea e Nilde partono comunque insieme a Libero.

### Miranda Biglietti
Miranda Biglietti, interpretata da Federica Sbrenna (st. 4-6), è la figlia di Andrea, il compagno di Nilde. Nella 4ª stagione ha quattordici anni, ma la madre la veste e la acconcia in maniera pittoresca, e il padre la considera come una bambina che va protetta sempre da tutto. Per questo, non sta molto bene psicologicamente e non vuole accettare l'idea che suo padre abbia una nuova compagna di vita. Nilde, per farsi accettare da lei, chiede a Ciccio di farla socializzare con i suoi amici. Il giovane Martini però è restio, a causa dell'aspetto esteriore di Miranda. Tuttavia, Nilde propone alla giovane di cambiare radicalmente il proprio look e il proprio abbigliamento. Così, quando Miranda si ripresenta, sembra un'altra persona. Ciccio la trova molto attraente e i due iniziano una love story. Nel finale di stagione, Miranda ha un ritardo del ciclo mestruale, e quindi lei e Ciccio temono di aspettare un bambino. Fortunatamente, si tratta di un falso allarme. Nella 5ª stagione, Miranda e Ciccio sono molto legati e vorrebbero addirittura sposarsi, nonostante lei sia ancora minorenne. Quando mancano pochi mesi al compimento della maggiore età, Miranda prova ad andare a convivere con Ciccio in una casa in campagna, ma poi rinuncia. I loro familiari li convincono ad essere solamente fidanzati. Nella 6ª stagione, invece, Miranda e Ciccio hanno davvero organizzato il loro matrimonio a Roma, e hanno anche concordato di andare a lavorare in Puglia dopo le nozze. Miranda però cambia idea proprio il giorno del matrimonio, decidendo di non sposarsi più e anche di abbandonare il progetto di lavoro in Puglia. La giovane va a Barcellona per seguire un corso da disegnatrice di moda. Successivamente, torna in Italia e vorrebbe ricominciare la relazione con Ciccio, ma ormai risulta evidente la totale incompatibilità di carattere tra i due.

### Eloisa Gherarducci
Eloisa Gherarducci, interpretata da Barbara Livi, è un personaggio presente solamente nella 4ª stagione. È una psicologa che lavora in un proprio studio privato ma che collabora anche con la scuola primaria frequentata da Annuccia. Quando la piccola Martini scrive un tema in cui descrive i propri familiari come delinquenti e assassini, Eloisa viene incaricata di controllare la situazione. Grazie a ciò, conosce Alberto con il quale nasce una reciproca attrazione. Lei inizialmente non vuole una storia ufficiale, a causa del fatto che Alberto è anagraficamente molto più piccolo di lei. Lui però la convince a provare a stare insieme. In seguito, Nilde inizia a polemizzare contro Eloisa, ma Alberto e Libero le fanno capire che non deve intromettersi.

### Ulrico Ulmi
Ulrico Ulmi, interpretato da Luigi Petrucci (st. 3-5), è un avvocato e affarista. Libero capisce che la grande stima che Enrica nutre nei confronti di Ulmi è del tutto immeritata, perché Ulmi pensa solo ai propri interessi personali. Nella 3ª stagione, quando Cettina viene accusata di favoreggiamento per i crimini del suo fidanzato Peppiniello, preferirebbe farla interdire anziché dimostrare la sua innocenza. Nella 4ª stagione è consulente finanziario di Nicola. Dopo la partenza di quest'ultimo, è coinvolto in un caso di aggiotaggio e chiede a Enrica di nasconderlo a casa Martini, iniziando ad adularla e suscitando quindi la gelosia di Libero. Nella 5ª stagione, Ulmi si candida come sindaco di Poggio Fiorito, al solo scopo di usare tale carica per agevolare le sue attività di affarista. Chiede ad Enrica di fare la campagna elettorale per lui, ma viene sconfitto alle elezioni da Libero. Verso la fine della stagione, mentre Ulmi parla con la segretaria, si scopre che l'avvocato usa maniere gentili nei confronti di Enrica e dei Martini solamente per mera ipocrisia.

### Agnese Nobili
Agnese Nobili è la figlia di Jessica e di Oscar Nobili. Nella 4ª stagione (interpretata da Chiara Guerra) e nella 5ª stagione (interpretata da Beatrice Galati) è poco più che una comparsa. Poi non la si vede più, fino a quando torna nella 10ª stagione nel cast regolare.
Nella 10ª stagione è interpretata da Mihaela Irina Dorlan. Dopo aver vissuto per tanti anni con la madre, la giovanissima torna a stare con il padre perché Jessica ha un lavoro a Dubai. Agnese si iscrive allo stesso liceo frequentato da Elena e Bobò. La giovane Nobili si trova in classe con Tommy perché lui era stato bocciato l'anno precedente. Nel corso di questa stagione, Agnese interagisce spesso con i giovani Martini e rimprovera bruscamente il padre per non averle rivelato il suo orientamento sessuale. Agnese si innamora del professor Nicola Gardini, che però è omosessuale ed è interessato a suo padre Oscar. Diventa molto amica di Elena, e successivamente si fidanza con Tommy, che si è innamorato di lei.

### Emilio Villari
Emilio Villari, interpretato da David Sebasti, è un medico presente solamente nella 5ª stagione. È fidanzato (già da prima dell'inizio della stagione) con Alba, una giovane torinese figlia di Gualtiero Serravalle Della Fressange, un ricco e cinico imprenditore. Proprio il futuro suocero spedisce Emilio a Roma per impiantare un poliambulatorio semiprivato. Emilio prende in affitto la stanza di Lele a casa Martini. È molto scrupoloso nel lavoro, si dedica costantemente alla cura della propria forma fisica e ripete spesso il motto Il tempo incalza. Inizialmente viene considerato un raccomandato e un privilegiato sia da Oscar e sia dalla famiglia Martini, ma riesce presto a dimostrare il suo valore sia umano e sia professionale. Appena arrivato a Poggio Fiorito, Emilio si imbatte in Sarita, e rimane subito affascinato sia dalla sua bellezza sia dalla sua personalità. I due vivranno una complicata storia d'amore nel corso della 5ª stagione.

### Sarita Dahvi
Sarita Dahvi, interpretata da Shivani Ghai, è un medico presente solamente nella 5ª stagione. È di origini indiane ma è cresciuta in Europa. È specializzata in omeopatia, crede molto nel fato e nella predestinazione. Le piace vivere seguendo gli usi e i costumi occidentali. I suoi genitori sono morti. Vive con il nonno Kabir e con i due fratelli minori, Sadju e Sumede. Collabora nel ristorante del nonno e, quando Maria viene assunta come cameriera, la aiuta ad ambientarsi e diventa sua amica. Si sente attratta da Emilio ma vede anche le differenze caratteriali e culturali che li separano. Lei e Emilio si fidanzano, ma il loro amore è ostacolato dalle differenze culturali, dalla mentalità di Kabir e da una promessa di matrimonio combinato fatta a sua insaputa.

### Max Cavilli
Massimiliano Cavilli, interpretato da Alessandro Bertolucci (st. 5-6), è un pediatra che nella 5ª stagione viene assunto nel poliambulatorio semiprivato di Poggio Fiorito. Max è omosessuale e prova attrazione per il collega Oscar, che ricambia, ma si preoccupa della figlia Agnese, e delle chiacchiere clerical-reazionarie che potrebbero arrivare dai genitori degli altri bambini della scuola, se venissero a sapere che Agnese vive con due omosessuali. La storia d'amore tra Max e Oscar è una sottotrama molto importante della 5ª stagione: nell'anno della prima visione (2007) ci furono anche parecchie polemiche da parte dei mass media conservatori sull'inopportunità di tale sottotrama. Persino Lino Banfi, all'epoca, intervenne per contrastare pubblicamente queste critiche. Nella 6ª stagione, il personaggio Max è ancora presente. Lavora nella clinica Villa Aurora ed è il fidanzato di Oscar, ma non c'è più una sottotrama sulla loro coppia. Nella 7ª stagione viene brevemente spiegato che Max si trova all'estero e tale personaggio scompare definitivamente.

### Luz
Luz, interpretata da Vania De Moraes, presente solamente nella 5ª stagione, è una infermiera brasiliana di circa 35 anni. Lavora al poliambulatorio diretto da Oscar, che l'ha assunta perché il suo curriculum professionale è ottimo. È la fidanzata di Mariano (l'unica della serie), ma la loro relazione viene fortemente ostacolata dagli atteggiamenti possessivi, dispotici e intolleranti della madre di lui. In diverse occasioni, Luz cerca di far capire a Mariano che non deve permettere all'anziana di decidere al posto suo. Arriva anche a imbrogliare il suo uomo facendogli firmare la richiesta per un matrimonio civile.

### Melina
Carmela Catapano, interpretata da Beatrice Fazi, è una cugina di Cettina. Nella 5ª stagione arriva a Poggio Fiorito da Mondragone, e finge di essere filippina per poter lavorare come colf in casa Martini. Si dimostra professionalmente inetta e casinista. Nella 6ª stagione lavora ancora a casa Martini, ma non ci abita (a differenza di Cettina). Conosce Dante Piccione, l'uomo che vive a scrocco a casa di Guido senza pagare l'affitto, e inizia una relazione con lui. Pasquina, una zia di Melina, vuole andare via da Roma, e quindi lascia il suo rustico (una casa diroccata nella remota campagna romana) a Melina e al suo fidanzato. Pasquina, però, poco tempo dopo cambia idea, torna nella casa di Roma e decide di vivere con loro, iniziando a trattarli come due servi. Nella 7ª stagione, Melina continua a lavorare per i Martini abitando con Dante nel rustico della zia, che è però tornata a Mondragone. Vorrebbe accumulare denaro per fare un matrimonio da star, ma poi scopre di essere incinta e quindi si accontenta di una cerimonia spartana. Nell'8ª stagione sembra essere arrivata ad un punto di rottura con Dante, proprio nel momento della nascita della figlia Aurora. Nella 9ª e nella 10ª stagione Melina è del tutto assente, poiché si è trasferita a Sulmona insieme al marito e alla figlia.

### Kabir Dahvi
Kabir Dahvi, interpretato da Kabir Bedi, presente solamente nella 5ª stagione, è un indiano tradizionalista, gestore e proprietario di un ristorante indiano a Poggio Fiorito, vicino a casa Martini. È il nonno di Sarita. Spesso usa frasi auliche e riferimenti alla letteratura orientale con i suoi interlocutori, e ciò lo fa apparire come un filosofo e un idealista, ma in realtà è dotato di pragmatismo e di uno spiccato senso degli affari. Secondo la studiosa di comunicazione Monia Acciari, nella 5ª stagione, in cui il tema dominante è l'accettazione tra vicini di culture diverse in una zona abitata fino ad allora da famiglie imparentate e amici, Kabir e Libero rappresentano le estetiche stereotipate delle due culture, con Libero "rinchiuso" in una tipica villa di Roma e Kabir mostrato spesso vicino alla riproduzione di un elefante, portando un turbante e con un castello di un maharaja sullo sfondo, inseriti inverosimilmente in un paesaggio mediterraneo. Il ristorante di Kabir diventa un "mondo interculturale utopico" in cui avviene la comprensione tra le culture.

### Maura Bettati
Maura Bettati, interpretata da Paola Minaccioni, nella 5ª stagione è la direttrice della banca di Poggio Fiorito. È divorziata già prima dell'inizio della stagione, ma il suo ex marito non compare mai. Suo figlio Cosimo vive con lei, ed è un compagno di scuola di Agnese Nobili. Maura tenta più volte un approccio con Oscar, che le nasconde di essere omosessuale per non creare polemiche con gli altri genitori. È ossessionata dall'aggettivo arida che l'ex marito le attribuiva. Questa fissazione scompare nella 6ª stagione, in cui Maura deve decidere se andare a dirigere una filiale bancaria a Cagliari o restare a Roma ma cambiando lavoro. Pur di restare a vivere nella capitale, accetta l'incarico di centralinista della clinica Villa Aurora. Dopo l'arrivo di Dante, Maura passa dal centralino al reparto amministrativo e contabile. Nella 7ª stagione è ancora presente e vorrebbe trovare un nuovo fidanzato. Ci riesce in maniera del tutto fortuita e inaspettata solo nel finale. Dall'8ª stagione è assente e non viene nemmeno menzionata.

### Bianca Pittaluga
Bianca Pittaluga, interpretata da Francesca Cavallin (st. 6-8, guest 10), è la sorella di Giulio.
All'inizio della 6ª stagione vive nei Paesi Bassi, dove si era trasferita da giovane per sposare Gus. Arriva a Roma temporaneamente, e Lele non la riconosce. Durante l'adolescenza, infatti, Bianca era in sovrappeso. Per questo motivo, Lele e Giulio le avevano affibbiato il soprannome Barilotto. Dopo il mancato matrimonio di inizio stagione, Giulio ha dei gravi problemi di salute, e chiede a Bianca di tornare in pianta stabile a Roma per occuparsi della cioccolateria. In Italia arriva anche sua figlia Inge. Bianca è fidanzata con Hans, un avvocato che si rivelerà un fedifrago. Lele, pur avendo una relazione con Fanny, capisce di volere Bianca come nuova compagna di vita. Dopo varie peripezie, Lele va a Londra e dichiara il suo amore a Bianca. Lei ricambia il sentimento, trascorre la notte con lui ma soltanto qualche tempo dopo, a Roma, deciderà di impegnarsi seriamente con Lele.
All'inizio della 7ª stagione, sono trascorsi tre anni e Bianca vive a casa Martini con Lele. Questi chiede a Bianca di convolare a nozze, ma lei gli rammenta che è solamente separata dal marito Gus, e non divorziata. I due si attivano per rintracciarlo. Si scopre che per ottenere il divorzio è necessario un certificato thailandese. Gus arriva a Roma con l'intenzione di riconquistare Bianca. Quest'ultima prova una forte gelosia nei confronti di Virginia, collega di Lele. Nel finale di stagione, Bianca diventa la terza moglie di Lele.
Nell'8ª stagione la storia riprende qualche settimana dopo la conclusione della precedente. Bianca è incinta, lavora nel programma televisivo Dolcissima Bianca ed ha un rapporto molto conflittuale con sua madre Gemma Aubry (presente solo in questa stagione). Nel finale di stagione, durante il matrimonio di Maria e Marco, Bianca partorisce il piccolo Carlo: per lei è il secondo figlio, per Lele è il sesto.
Nella 9ª stagione Bianca è totalmente assente, perché vive in Francia con Lele e il piccolo Carletto. Anche nella 10ª stagione Bianca non c'è perché è in Francia, ma nell'ultimo episodio torna provvisoriamente a Roma per festeggiare il Capodanno a casa Martini.

### Dante Piccione
Dante Piccione, interpretato da Gabriele Cirilli (st. 6-8), è l'inquilino a cui Guido aveva dato in affitto il proprio appartamento durante il periodo della missione umanitaria. Nella 6ª stagione, Guido e Maria sono costretti a vivere a casa di Lele e Libero, perché Dante non solo non ha mai pagato l'affitto, ma rifiuta di abbandonare l'immobile continuando a vivere lì a scrocco. Guido e Maria chiedono a Melina di contattare Dante tramite un sito web per cuori solitari, per incontrarlo e consegnargli l'avviso di sfratto. La colf, tuttavia, resta affascinata dall'abruzzese in sovrappeso. I due iniziano una relazione. Dante però, oltre al sovrappeso, ha anche il vizio del gioco, che gli fa spesso perdere soldi. Guido lo fa assumere a Villa Aurora, intimandogli di liberare al più presto l'appartamento. Melina vorrebbe sposare Dante. Lui, però, sa che a Sulmona suo zio Alvise potrebbe lasciargli in eredità un negozio di confetti, ma lo zio detesta le persone che si sposano. Dante e Melina vanno a vivere in una catapecchia nella periferia romana insieme a Pasquina, una zia di lei, che però li tratta come servi. Nella 7ª stagione, Melina gli chiede di lavorare il più possibile perché vorrebbe un matrimonio di lusso. Dante quindi si vede costretto a fare diversi lavori aggiuntivi, tra cui il fattorino per Enrica e l'intrattenitore per Olga, una anziana benestante. Nel finale di stagione, la sua fidanzata è incinta e gli chiede di sposarlo immediatamente. Nell'8ª stagione, dopo aver rischiato più volte il licenziamento da Villa Aurora nelle stagioni precedenti a causa della sua scarsissima serietà sul lavoro, riesce a farsi licenziare per davvero da Guenda. Nasconde questa notizia alla moglie Melina, fino alla nascita della figlia Aurora.

### Davide
Davide, interpretato da Alessandro D'Ambrosi (st. 6-9), nella 6ª stagione è uno dei giovani neolaureati assunti dalla clinica tramite il concorso dove Lele è in commissione. Molto dedito al lavoro, si fa notare da Lele, che lo inserisce in un progetto di sperimentazione. Tuttavia, Davide si è invaghito di Fanny, senza sapere che ha iniziato una relazione con Lele. Davide viene a sapere di questa relazione solamente attraverso le voci di corridoio nella clinica. Adirato perché Lele non gli aveva detto nulla, Davide vuole lasciar perdere il progetto. Poi ci ripensa e parte per la Patagonia. Nella 7ª stagione Davide è tornato a Villa Aurora, dove lavora stabilmente fino alla 9ª stagione.

### Fanny Levantesi
Fanny Levantesi, interpretata da Caterina Misasi, è un medico presente solamente nella 6ª stagione. Entra in scena come specializzanda del corso universitario del professor Cerquetti. Fanny ha letto il libro di Lele e vorrebbe incontrarlo. Maria glielo presenta a un convegno. Dopo aver conosciuto Lele, Fanny va sempre più spesso a casa Martini, facendo sospettare a Maria che punti a conquistare Guido. In realtà Fanny si è invaghita di Lele: dopo l'iniziale diniego di lui, i due iniziano una relazione. I genitori di Fanny sono Fulvio e Simonetta (interpretati da Prospero Richelmy e da Vittoria Piancastelli). Quando la loro figlia li invita a cena per far loro conoscere il fidanzato, essi inizialmente restano attoniti a causa della enorme differenza di età tra Fanny e Lele. Successivamente, Fanny ritiene di essere incinta, ma si tratta di un errore tra cartelle cliniche causato dalla negligenza di Piccione. Poi Lele e Fanny decidono di concludere di comune accordo la loro relazione. Fanny parte per un progetto di ricerca in Patagonia ed esce di scena.

### Ave Battiston
Ave Battiston, interpretata da Emanuela Grimalda (st. 6-9), è un personaggio conosciuto solamente con il nome Ave.
Il personaggio debutta agli inizi della 6ª stagione come una paziente della clinica Villa Aurora. Ma si comprende che non è una paziente qualsiasi, poiché tenta di entrare in confidenza con Guido e con la famiglia Martini. Proprio a casa Martini, Ave rivela di essere la madre biologica di Guido, e di averlo abbandonato da neonato in un orfanotrofio. Guido, che non sapeva nemmeno che sua madre fosse viva, la tratta con durezza e distacco. Solo con il passare del tempo riesce a perdonarla.
Nella 7ª stagione, Ave è ormai residente a Roma. È la nonna della piccola Palù, cerca di sostenersi moralmente a vicenda con Maria per superare il dolore per la morte di Guido. Ave va ad abitare nella ex casa della famiglia di Filiberto e dei coniugi Torello, ma deve convivere con Enrica. Inizialmente tra le due nonne non corre buon sangue, ma poi riescono ad andare d'accordo. Si fidanza con un fotografo di nome Donato Spataro, ma la loro storia non durerà.
Nella 8ª stagione, tornata single, si rimbocca le maniche per aiutare la famiglia Martini a risolvere i problemi economici. Si occupa della cioccolateria per sopperire alle assenze dei fratelli Pittaluga, e trova un buon alleato in Carmine Zullo (interpretato da Gennaro Cuomo), dipendente assunto da Bianca. Oltre a ciò, prosegue con il suo lavoro di sarta, lavoro già svolto in precedenza. Ma questa volta inizia a cucire vestiti "taroccati", vale a dire inizia a copiare illecitamente i vestiti delle grandi marche. Ha una relazione complicata con Armando De Santis, un militare della Guardia di Finanza che peraltro sta proprio cercando di scoprire chi è l'autrice o autore di questi plagi. Anche questa love story avrà una durata breve.
Nella 9ª stagione Ave è di nuovo single, è al centro di alcune vicende comiche con Libero ed Enrica, e si preoccupa del fatto che sua figlia Albina abbia un nuovo fidanzato. Si dimostra poco comprensiva verso Bobò che vuole dimagrire. Nella 10ª stagione, Ave sparisce totalmente dai teleschermi. Si è trasferita a Torino con Marco, Maria e i loro quattro figli.

### Albina
Albina, interpretata da Sarah Calogero (st. 6), e da Clizia Fornasier (st. 7, 9), è la figlia di Ave. Nella 6ª stagione lavora come agente immobiliare. Inizialmente crede che Guido, con la scusa di vedere appartamenti su appartamenti, provi qualcosa per lei, quindi tenta un approccio, ma lui la respinge e le rivela di essere suo fratello. Nella 7ª stagione interagisce con Maria e Reby; è fidanzata con Pierluigi, con il quale arriva a un passo dal matrimonio, ma si innamora di Alberto, con il quale decide di andare a lavorare nella masseria pugliese. Nell'8ª stagione è assente dalla narrazione della serie. Nella 9ª stagione, Albina torna a Roma e viene rivelato che la sua relazione con Alberto è terminata da parecchio tempo.

### Tracy Gerardi
Tracy Gerardi, interpretata da Tresy Taddei (st. 6-7, guest 8), entra in scena nella 6ª stagione, come proprietaria di un maneggio che assume Ciccio come dipendente. Il giovane Martini si sente attratto da lei, però inizialmente l'attrazione non è reciproca. La famiglia di Tracy proviene dal circo, ma lei sogna di diventare una fantina professionista. Durante un allenamento cade e viene ricoverata alla clinica Villa Aurora. Tracy ha paura e vorrebbe abbandonare lo sport, ma Ciccio le sta vicino. Miranda torna dalla Spagna e rivuole Ciccio, ma lui capisce che ormai è innamorato di Tracy. Nel finale di stagione Tracy e Ciccio si sposano. Nella 7ª stagione, grazie all'interessamento del marito, Tracy riprende i contatti con la famiglia circense che non vedeva da diversi anni, recuperando il rapporto con il padre (interpretato da Alessio Caruso), che non approvava la sua scelta di vita. Nel finale si scopre che è incinta di due gemelli. Nell'8ª stagione, Tracy è presente sono nei primi episodi: parte con Ciccio per la Spagna ed esce di scena definitivamente.

### Giulia Biancofiore
Giulia Biancofiore, interpretata da Giulia Luzi, nella 6ª stagione è la nuova compagna di scuola di Annuccia in terza media. Si è iscritta nello stesso istituto di Annuccia poco dopo la partenza di Corinna. La preside (interpretata da Mirta Pepe) spiega alla classe che ha perso un anno scolastico per motivi di salute. Giulia non ha una grande inclinazione per lo studio nozionistico ma ha un innato talento per il canto. Pierre (interpretato da Gabriele Agnani), il leader di una boy band per il quale Annuccia ha una cotta, vuole impedire a Giulia di avere successo nella musica, e per questo cerca di rovinare l'amicizia tra Anna e Giulia. Nella 7ª stagione, Giulia interagisce anche con Ivan Lombardi, un compagno di classe che vive con la sorella maggiore Asia dopo la morte prematura dei genitori. Un altro ragazzo che ha interagito con Giulia è Enrico Trotta, che ha ingannato Giulia dandole una forte delusione sentimentale. Nell'8ª stagione Giulia è presente in pochi episodi, ed esce di scena definitivamente.

### Inge
Inge, interpretata da Yana Mosiychuk (st. 6-8), è la figlia di Bianca e di Gus. Nella 6ª stagione vive a L'Aia, e talvolta va a Roma. Bianca rimprovera a suo fratello Giulio di essere sempre stato uno zio assente nei confronti di Inge. Inge non ha nessun cognome nel telefilm. È coetanea di Elena e Bobò, e diventa una sorta di "fidanzatina" per Bobò. Nella 7ª stagione, Inge deve affrontare il ritorno del padre Gus, che l'aveva abbandonata in età prescolare. Solo con molta fatica Gus riuscirà a ricostruire con lei un buon rapporto. Inge spera che lui e Bianca tornino insieme, ma poi si rende conto che sua madre è felice con Lele. Decide inoltre di "lasciare" Bobò. Nell'8ª stagione, Inge inizia a rivolgersi a Libero chiamandolo "nonno", instaura un legame con la nonna Gemma e si dimostra comprensiva nei confronti del papà Gus che ha problemi economici. Nella 9ª e 10ª stagione Inge è totalmente assente, e nessuno chiarisce se vive con Gus o con Bianca.

### Gloria
Gloria, interpretata da Monica Vallerini (st. 6-10), è inizialmente una infermiera della clinica Villa Aurora, ma poi però avrà le mansioni che in passato furono di Jonis. È una donna particolarmente bella e attraente. Come spiegato da lei stessa in un dialogo con Gus, ha spesso usato il suo fascino per conquistare uomini con una buona situazione economica, perché aveva vissuto in una famiglia di modesta estrazione sociale e fin da piccola aveva dovuto sempre rimboccarsi le maniche. Ha comunque un carattere solare ed è gentile nei confronti di tutti. Tuttavia, nella 7ª stagione si dimostra sleale nei confronti di una dottoressa di Villa Aurora, la ginecologa Federica, instaurando una relazione adulterina con il marito di lei.

### Gus
Gus, interpretato da Paolo Conticini (st. 7-8), è l'ex marito di Bianca, con la quale viveva nei Paesi Bassi, ed è il padre di Inge. Nella 6ª stagione viene solamente menzionato. Entra in scena nella 7ª stagione, perché Bianca vuole il divorzio. Lavora come autore di videogiochi, professione che inizialmente lo rende benestante. Ha tre cittadinanze: italiana, olandese, thailandese. Riesce solo con molta fatica a ricostruire un buon rapporto con la figlioletta Inge. Ha anche l'obiettivo di convincere Bianca a cambiare idea sul divorzio: in questa stagione, quindi, è una sorta di antagonista di Lele sul piano sentimentale. Nell'8ª stagione, invece, il personaggio diventa un amico di famiglia per Lele e per tutti i Martini. Si innamora di Guenda Pacifico, conosciuta a Las Vegas durante un viaggio, e dopo lunghe riflessioni le chiede di sposarlo, ma lei rifiuta. Gus scopre l'indirizzo della casa dove Guenda è scappata a Orvieto, grazie ad un'informazione di Oscar; quando la raggiunge viene allontanato da lei e vede un uomo uscire dal portone dell'abitazione chiamandola amore. In seguito Dante rivela che Guenda è sposata e Gus era per lei un amante. Alla fine però la donna lascia il marito per Gus e i due scoprono di aspettare un bambino. Dalla 9ª stagione Gus non è più presente.

### Virginia Battaglia
Virginia Battaglia, interpretata da Giorgia Surina, è un medico presente solamente nella 7ª stagione. Viene svelato che a Parigi, durante il periodo della crisi coniugale di Lele e Alice, la dottoressa Battaglia aveva avuto una breve relazione con Lele. Tornata in Italia, lavora a Villa Aurora come consulente, occupandosi della sperimentazione di un nuovo farmaco. Per trovare un finanziatore per la ricerca, l'équipe di Lele e Virginia si affida dapprima al commendatore Lanzotti (interpretato da Alex Partexano), e successivamente si rivolge all'imprenditrice Gigliola (interpretata da Annalisa De Simone). Bianca prova una forte gelosia nei confronti di Virginia, fin da quando l'ha incontrata per la prima volta. Virginia si fidanza con Giacomo Serpieri, un avvocato della Roma bene, ma in seguito decide di lasciarlo perché è ancora innamorata di Lele.

### Marco Levi
Marco Levi, interpretato da Giorgio Marchesi  (st. 7-9, guest 10), è un giornalista professionista ed è il padre di Jonathan. Nella 7ª stagione conosce Maria perché i loro rispettivi figli sono amici all'asilo. Tra Maria e Marco inizia un lungo tira e molla che prosegue fino al finale di stagione, quando i due si fidanzano in maniera ufficiale. Nell'8ª stagione, a Marco viene proposto di realizzare un reportage in zone di guerra in Africa. Maria gli chiede di non andare, visto il pericolo, ma la giornalista Antonia Danese suggerisce a Marco di mentire: le dice che va a Bruxelles. Nell'impossibilità di contattare Marco a seguito dell'operazione di appendicite del figlio Jonathan, Maria viene a sapere dalla redazione del suo giornale che Marco si trova in realtà in Darfur, e la relazione tra i due sembra finita a causa di questa bugia. Marco si rivela geloso e aggressivo nei confronti di Roberto Magnani. Dopo un ulteriore tira e molla, Marco e Maria ritornano insieme e si sposano nel finale di stagione. Nella 9ª stagione Marco è presente solo parzialmente, perché ha trovato un buon lavoro a Torino e quindi fa avanti e indietro tra Roma e il capoluogo piemontese. Prima che Marco e Maria si trasferiscano definitivamente a Torino con i figli Jonathan e Palù, si scopre che Maria aspetta due gemelli da Marco. Nella 10ª stagione, la famiglia di Marco risiede stabilmente a Torino. Maria non torna per niente a Roma. Marco, invece, sì: nel penultimo episodio della serie, il giornalista arriva nella capitale per degli impegni lavorativi, e coglie l'occasione per andare a trovare la sua unica sorella, Sara Levi, con cui ha sempre avuto un buon legame.

### Emiliano Lupi
Emiliano Lupi, interpretato da Edoardo Purgatori, nella 8ª stagione è un tatuatore professionista. Quando Anna, lavorando come pony express, viene aggredita da alcuni balordi che volevano rubarle il motorino, Emiliano interviene. Anna si invaghisce di lui, ma inizialmente Emiliano cerca di allontanarla per via delle differenze socio-culturali. Poi si baciano e sembra l'inizio di una love story. Emiliano riceve una telefonata da Sonia Giorgi, una amica con cui aveva avuto dei rapporti sessuali. Lei è incinta, e sostiene che Emiliano è il padre del nascituro. Lui e Anna provano a stare insieme nonostante questo, ma Anna non riesce a reggere questa specie di triangolo sentimentale. Quando si scopre che non è lui il padre, i due si rimettono insieme.
Nella 9ª stagione Emiliano vende il negozio e vorrebbe raggiungere Anna che si trova a Londra; ma scopre che lei lo ha tradito. Emiliano lascia Anna ma, a causa di questo dolore, inizia a fare uso di droghe pesanti. Successivamente, Elena e Tommy incontrano il tatuatore e avvisano Anna che, tornata a Roma, paga i debiti accumulati da Emiliano con gli spacciatori. Emiliano e Anna si trasferiscono a Parigi perché Lele vuole aiutare il giovane a disintossicarsi.
Nella 10ª stagione si apprende che Emiliano è scappato dalla comunità di disintossicazione a Parigi, rendendosi irreperibile. Poi Anna scopre che lavora come tutor in una comunità di recupero a Roma, si è fidanzato con Ginevra (interpretata da Enrica Pintore) e si occupa anche di Christian, il figlio di Sonia. Incontra di nuovo Anna e, dopo che lui è stato lasciato da Ginevra, Emiliano capisce di essere ancora innamorato di lei.

### Roberto Magnani
Roberto Magnani, interpretato da Alessandro Tersigni, è presente solamente nell'8ª stagione della serie. È un trentenne che viene presentato come un ex compagno di liceo di Maria, purtuttavia non era mai apparso nelle stagioni della serie in cui Maria andava a scuola. La incontra quando segue il padre Fulvio nella vicenda della casa, e inizia a corteggiarla. Cerca di aiutarla quando viene licenziata da Villa Aurora, trovandole un locale adatto per aprire uno studio privato di neuropsichiatria infantile. Roberto mostra di essere simpatico e ottimista, nei suoi continui tentativi di approccio nei confronti di Maria. Quando la love story tra Maria e Marco sembra conclusa, Roberto riesce a conquistarla. Tuttavia, i giovani Martini non vogliono accettarlo come nuovo cognato. Roberto è interiormente combattuto tra la tendenza ad assecondare la volontà del padre e il desiderio di schierarsi dalla parte di Maria anche riguardo alla vicenda della casa.

### Guenda Pacifico
Guenda Pacifico, interpretata da Chiara Gensini, è un medico presente solamente nell'8ª stagione. Ha circa trent'anni. Insieme all'imprenditore Tiziano Corradi, diventa la proprietaria della clinica Villa Aurora quando la Regione decide di tagliare il finanziamento pubblico. Ha una relazione non ufficiale con Gus, conosciuto a Las Vegas durante un viaggio. Guenda afferma di vivere le relazioni in maniera leggera e disimpegnata, ma poi si viene a sapere che è sposata con un uomo che vive a Orvieto e che raggiunge solo nei fine settimana. Gus non vuole accettare di essere per lei un amante. La donna, solo dopo parecchio tempo, lascia il marito per Gus e i due scoprono di aspettare un bambino.

### Lorenzo Martini
Lorenzo Martini  (st. 9-10), interpretato da Flavio Parenti, è un medico presente nella 9ª e nella 10ª stagione. È un cugino di Lele.
Nella 9ª stagione, viene esplicitato che Lorenzo è il figlio di uno dei fratelli di Libero che emigrarono da giovani negli USA. Lorenzo è un affermato chirurgo che si trasferisce dagli Stati Uniti all'Italia per cercare di riconquistare l'ex moglie Veronica Cortese e per ricostruire un rapporto con il figlio Tommy. Sull'aereo conosce Sara Levi, e poco dopo i due si rincontrano a casa Martini, dove entrambi vanno a vivere. Libero fa ritrovare a Lorenzo la vecchia Vespa dei tempi in cui vivevano in Puglia. Lorenzo ha smesso di operare perché ha subìto un trauma negli USA. Tra Lorenzo e Sara nasce subito un legame del tipo "gli opposti si attraggono", essendo lui un uomo razionale e serioso, e lei una donna più istintiva e giocherellona. Lorenzo vorrebbe riconquistare Veronica, che però convive con Fabio Costello. Allo stesso tempo, Lorenzo è geloso di Stefano, il nuovo fidanzato di Sara. Con il tempo, Veronica e Lorenzo ritrovano la passione, e addirittura decidono di ritornare negli Stati Uniti. Lorenzo cambia idea e decide di restare a Roma, perché è innamorato di Sara. Lei, però, non dice la verità sul suo stato di salute. È necessario effettuare un intervento a cuore aperto: Lorenzo riesce finalmente a superare il suo trauma. Tre mesi dopo i due si sposano.
Nella 10ª stagione, Lorenzo si ferisce ad una mano mentre è in macchina con Sara che guida. Accusa duramente la moglie per una serie di comportamenti a suo giudizio inapprioriati. Lei, sentendosi offesa, va ad ubriacarsi e lo tradisce. Lorenzo fa amicizia con Andrea Favella, senza sapere che Sara lo ha tradito con lui. Quando, poi, Sara gli confessa l'accaduto, Lorenzo va su tutte le furie: aggredisce Andrea, lo estromette dalla sua vita e si allontana da Sara. Poi decide di fare un viaggio con la moglie per provare a ricucire il legame, ma non riesce a perdonarla per quell'unico tradimento. La lascia e la tradisce a sua volta con la dottoressa Celeste Di Maio. Nel finale c'è una riconciliazione con Sara, che aspetta un bambino da lui.

### Sara Levi
Sara Levi, interpretata da Valentina Corti (st. 9-10), è la sorella di Marco ed è un'ex campionessa di mezzofondo.
Nella 9ª stagione, Sara è in viaggio in aereo verso Roma per sposarsi con Giuliano, ma proprio in aereo conosce Lorenzo, che involontariamente la induce a riflettere sul concetto di amore. Decide all'ultimo momento di non sposarsi più. Inoltre, ha deciso anche di abbandonare lo sport. Sara vive poi a casa Martini dove ritrova Lorenzo, con cui nasce un'intesa, nonostante le differenze caratteriali. Si occupa della gestione di un bar vicino a casa Martini. Sara ha una personalità solare, scherzosa e giocherellona, opposta a quella di Fiamma Giuliani, una sua ex avversaria sportiva con cui c'è una grande antipatia. Sara inizia una relazione con Stefano Valenti, affascinato dalla sua personalità, al quale rivela di avere un problema cardiaco grave. Tutti gli altri personaggi ne sono all'oscuro. Sara e Lorenzo si rendono conto di amarsi, e lui decide di troncare con Veronica. Tuttavia, con l'aggravarsi del suo stato di salute, Sara rifiuta di operarsi e decide di allontanarsi da Lorenzo e dalla famiglia Martini. Poi sarà proprio Lorenzo ad operarla. Nel finale, Sara e Lorenzo si sposano.
Nella 10ª stagione Sara vive con Lorenzo a casa Martini. C'è un durissimo litigio con Lorenzo, in cui lui la accusa di non badare alle conseguenze delle proprie azioni. Sara va ad ubriacarsi ad una festa e tradisce Lorenzo, omettendo di dirglielo. Sara viene assunta come allenatrice della squadra di pallavolo della scuola di Tommy. Solamente dopo diversi mesi, decide di confessare il tradimento. Lorenzo la lascia. Nemmeno la scoperta che Sara è incinta sembra riuscire ad ammorbidirlo. I due, però, si riconciliano nel finale di stagione.

### Tommy Martini
Tommaso Martini, interpretato da Riccardo Alemanni (st. 9-10), è l'unico figlio di Lorenzo Martini e di Veronica Cortese. È nato il 28 settembre 1998. All'inizio della 9ª stagione non ha ancora 15 anni, ma ha un fisico atletico e sviluppato, che lo fa apparire più grande di età. Si rivolge a Libero con l'appellativo nonno soltanto in senso affettuoso. Infatti Libero è un suo prozio paterno, non suo nonno. Tommy da un bacio in bocca ad Elena. Per lei è il primo bacio e vorrebbe una storia, ma lui si è invaghito di Giada. Tra Giada e Tommy nasce gradualmente un sentimento, e si fidanzano. Quando però Giada si trasferisce a Udine con la famiglia Fanello, la loro love story finisce. Nella 10ª stagione, Tommy ha 17 anni, è bravo nella pallavolo e nel realizzare i graffiti. Ha un ottimo rapporto con Elena e Bobò, che considera come fratelli. Viene bocciato al liceo e per questo punito severamente dal padre, che gli impedisce di fare una normale vita sociale. Tommy, dopo la bocciatura, è nella stessa classe di Agnese. Ha un'infatuazione per Margot (interpretata da Demetra Avincola), una ragazza maschiaccio con la passione per i graffiti, che però non vuole una vera storia d'amore. Diventa grande amico di Agnese, finché non capisce di essersi innamorato di lei, ma si dichiara soltanto nell'ultimo episodio.

### Giada
Giada, interpretata da Denise Tantucci, presente solamente nella 9ª stagione, è una ragazza albanese di 15 anni, senza fissa dimora e senza famiglia. Maria Martini la incontra durante il matrimonio mancato di Sara e cerca di offrirle aiuto, ma lei inizialmente è schiva. Maria la convince ad andare a vivere in una struttura protetta, ma in seguito viene ospitata a casa Martini. Deve fare i conti con due delinquenti che la costringono a rubare: Ivan (interpretato da Massimiliano Fratteschi) e Angelo (interpretato da Federico Maria Galante). I due le fanno credere di sapere dove si trovano sua madre Valma e suo fratello minore Daniel. Quest'ultimo è stato adottato da una donna di nome Luisa Fanello e da suo marito; i Fanello lo chiamano Daniele. Giada ha una relazione con Tommy. Viene poi adottata anche lei dai Fanello, lascia Tommy e si trasferisce con loro a Udine.

### Stefano Valenti
Stefano Valenti, interpretato da Michele Venitucci, presente solamente nella 9ª stagione, è un imprenditore attivo in diversi settori. Vorrebbe acquistare il bar che si trova vicino a casa dei Martini, ma Sara ne assume la gestione mandandogli a monte l'affare. Nonostante questo, Stefano ha un atteggiamento genuinamente gentile e amichevole nei confronti di Sara. Le trova un barista da assumere come dipendente e le da dei consigli su come mandare avanti l'attività. È affascinato dalla bellezza di Sara e dalla sua personalità. La corteggia per diverso tempo e riesce a diventare il suo fidanzato. La coinvolge in diverse attività ricreative, che può permettersi grazie alla sua buona situazione economica. Questo personaggio non ha nessuna parentela con Mariano. Ha perso i genitori da piccolo ed è stato cresciuto dalla nonna, alla quale è molto legato. Dimostra in più occasioni di avere una nobiltà d'animo fuori dal comune. Infatti, non prova nessun rancore verso Sara che ha deciso di lasciarlo per Lorenzo. Anzi, continua ad aiutarla in maniera del tutto disinteressata, preoccupandosi per il suo stato di salute.

### Valerio Petrucci
Valerio Petrucci, interpretato da Stefano Dionisi (st. 10), è un musicista. Nel periodo temporale antecedente all'inizio della narrazione della serie, lui era l'insegnante di pianoforte di Elena, ed ebbe una relazione clandestina con lei che stava attraversando una crisi coniugale con Lele. Tuttavia, questo fatto viene rivelato solamente nella 10ª stagione, che è l'unica in cui questo personaggio è presente nella serie. È diventato un produttore discografico. Si mette alla ricerca di Elena, senza nemmeno sapere che è deceduta da tanti anni. Diventa amico di Anna affermando di essere un semplice amico della madre. Quando Anna scopre che in realtà è il suo padre biologico, chiude ogni contatto. Poi si riconcilia con lui grazie anche a Geko, giovane rapper al quale Petrucci sta producendo il primo disco e che la ragazza aiuta con i testi. Valerio entra in conflitto con Lele per la diversità di vedute sul futuro di Anna. Valerio poi verrà accettato da Lele e dall'intera famiglia come un amico.

### Maddalena Tannino
Maddalena Tannino, interpretata da Cristiana Vaccaro, è una donna pugliese presente solamente nella 10ª stagione. Suo padre Gennaro è un conoscente di Libero. Maddalena si era sposata con Rocco Scapece, che però l'ha abbandonata subito. Dopo averla presentata ai Martini, Gennaro parte per il Sud America insieme a una ballerina cubana, senza nemmeno salutarla. Libero, su consiglio di Enrica, propone a Maddalena di trasferirsi dalla Puglia a casa Martini. Fervente cattolica, il suo unico passatempo è quello di andare a messa. Nel corso del tempo, acquisisce molta più fiducia in sé stessa e trova il coraggio di prestare la sua voce al coro della chiesa diretto da Tea. Quando i Martini fanno costruire un nuovo bagno, fa la conoscenza di Augusto, idraulico romano con cui si sviluppa subito una certa attrazione. Tuttavia, litigano non appena si scoprono l'una cattolica e l'altro comunista ateo. Poi si riconciliano e si fidanzano, ma arriva il marito Rocco deciso a riconquistarla. Maddalena decide di tornare in Puglia con lui e con il padre, anch'egli di ritorno. I due uomini sono però interessati soltanto a impossessarsi di un terreno che la madre di lei le ha lasciato. Maddalena scopre l'inganno durante il viaggio e abbandona i due in un'area di servizio.

### Edoardo Zanoni
Edoardo Zanoni, interpretato da Michele Cesari, è un medico presente solamente nella 10ª stagione. Appena laureato, viene mandato a Villa Aurora da Carla Sardo per lavorare come tirocinante e ottenere la specializzazione. Si comprende subito che Edoardo non ha nessun interesse per il mestiere di medico, infatti lavora con superficialità ed è poco competente, avendo conseguìto la laurea solo dopo svariate bocciature nei diversi esami universitari. Pensa principalmente a divertirsi, e questo atteggiamento suscita la contrarietà di Lele. Il giovane Zanoni sta solo eseguendo i voleri di suo padre Alessandro, che è proprietario di diverse cliniche private e vuole che Edoardo, come gli altri suoi figli, vada a lavorare per lui come semplice passacarte dopo aver ottenuto la specializzazione. Con il passare dei mesi, Edoardo cambia gradualmente anche grazie a Lele che riesce a motivarlo e a valorizzarlo. Il giovane ha una naturale empatia e spigliatezza che gli permette di fare sentire a proprio agio i pazienti. Tale dote si rivela particolarmente utile quando in clinica si presenta Paolo, l'amico di Bobò che è vittima del bullismo omofobo. Il giovane Zanoni cambia idea su cosa fare della sua vita e decide di voler lavorare per davvero come medico.

### Nicola Gardini
Nicola Gardini, interpretato da Leonardo Santini, è un professore di latino di circa trent'anni che arriva nella 10ª stagione per insegnare nel liceo frequentato da Elena e Bobò, da Tommy Martini, e, in questa stagione, anche da Agnese, che è tornata a Roma per stare con il padre Oscar Nobili. Gardini si rivela un ottimo insegnante, attento a non essere né troppo permissivo né troppo severo ed esigente. Gardini è omosessuale e prova subito un'attrazione per Oscar, già da quando lo incontra a scuola la prima volta. Agnese non sa dell'orientamento sessuale del suo professore, e men che meno sospetta che gli piaccia Oscar. L'adolescente ritiene di essere innamorata del professore, perché lo considera caratterialmente migliore rispetto a tanti ragazzi della sua età. Gardini non fa nulla per assecondarla. Tra Gardini e Nobili sembra esserci un interessamento reciproco, ma tra i due c'è un attrito a causa di una attività extracurricolare organizzata da Gardini. Successivamente, Gardini e Nobili iniziano a frequentarsi e si innamorano l'uno dell'altro. Oscar, però, scopre casualmente che Agnese è innamorata proprio di Nicola, e allora decide di interrompere la relazione per non fare soffrire sua figlia. Nicola, invece, ritiene che questa decisione sia sbagliata, perché le delusioni sentimentali fanno parte della vita, e non è possibile proteggere Agnese per sempre.

## Personaggi minori

### Elena Solari
- Elena Solari è la prima moglie di Lele ed è la madre di Annuccia, Ciccio e Maria. È deceduta circa due anni prima che iniziasse la narrazione della serie, quindi non è propriamente un personaggio in senso stretto. Elena si vede solamente in alcune VHS familiari, che vengono visualizzate sul televisore dei Martini dalla 1ª alla 3ª stagione. Nelle prime due stagioni, la defunta Elena è spesso al centro dei dialoghi e dei discorsi di vari personaggi. Poi viene menzionata più raramente. Nella 6ª stagione, viene mostrata una sua foto in un album della famiglia Martini, mentre i personaggi presenti la ricordano. Sia nelle fotografie e sia nelle VHS, Elena è impersonata da Beatrice Bocci, che non è propriamente un'attrice. Nella 1ª stagione, era stato più volte raccontato che la decisione di accendere un mutuo per acquistare la casa a Poggio Fiorito venne presa di comune accordo da Lele e da Elena, prima che ella perdesse la vita in un incidente stradale. Nella 8ª stagione, invece, Libero dice che l'acquisto della casa fu una sua idea, e che Lele decise di comprarla solamente perché era stato il padre a convincerlo. Nella 10ª stagione viene mostrata la lapide di Elena nel cimitero acattolico di Roma, oltre che diverse sue fotografie appartenenti ad Enrica, a Lele e a Valerio.

### Personaggi ricorrenti in più stagioni
- Pia e Livia, interpretate rispettivamente da Aide Aste e Delia D'Alberti (st. 1-7), sono due amiche di Enrica.

- Pasquale e Olindo, interpretati rispettivamente da Carlo Molfese e Dino Cassio, sono due amici di Libero e Fausto.

- Susy, interpretata da Selene Maltauro (st. 1-2), è una bambina che fa amicizia con Ciccio.

- Filiberto, interpretato da Pietro Mannino (st. 1-4), è un bambino che va a vivere con la propria famiglia nel villino accanto ai Martini. Diventa amico di Ciccio.

- Carmelo Scapece, meglio conosciuto come Tuttifrutti, interpretato da Nini Salerno (st. 1-2), è il fidanzato di Enrica per pochi mesi.

- Cleofe Diotallevi, interpretata da Leila Durante (st. 1-3), è la madre di Giacinto.

- Lorella Siotti, interpretata da Morena De Pasquale (st. 1-2), è la fidanzata di Jonis.

- Gemma Colamarco, interpretata da Maria Cecilia Cinardi (st. 2-3), è la fidanzata di Alberto, poi fidanzata di Adriano.

- Adriano, interpretato da Gabriele Mainetti (st. 2) e da Adriano Modica (st. 3), è un amico di Gemma, e poi il suo fidanzato.

- Lele Junior, interpretato da Emanuele Cito, è il figlio di Nilde e George, registrato all'anagrafe come Lele Libero Alberto. Solamente nella 3ª stagione interagisce in maniera significativa con i Martini. Nella 4ª e 5ª fa semplicemente qualche comparsata, nonostante la sua presenza nella sigla del telefilm. Nella 6ª esce di scena definitivamente con alcune fugaci apparizioni nei primi episodi.

- Adele Di Stefano, interpretata da Anna Longhi (st. 3-5), è un'anziana paziente della ASL, poi dell'ospedale-famiglia, poi del poliambulatorio semiprivato.

- Ines Annulli, interpretata da Carmen Onorati, è un'altra anziana paziente presente dalla 3ª alla 5ª stagione, e appare sporadicamente nella 6ª.

- Amabile, interpretata da Angiolina Quinterno (st. 3-4), è una parente di Torello.

- Elide, interpretata da Fiorella Magrin, (st. 3-5), è un'altra parente di Torello.

- Rosalbo, interpretato da Stefano Fresi (st. 4-5), è il nipote di Torello.

- Cosimo, interpretato da Ian Louis Anton Sassanelli (st. 5-7), è il figlio di Maura.

- Gianfilippo Colla, interpretato da Lorenzo Federici (st. 6-8), è il primo fidanzato di Annuccia, da lei soprannominato "Gianfi".

- Palù, interpretata da Rebecca Cantisani (st. 6) e da Sofia Corinto (st. 7-9), è la figlia di Maria e Guido, poi considerata come una figlia da Marco Levi. È registrata all'anagrafe come Paola Enrica Ave Zanin.

- Jonathan, interpretato da Luca Lucidi (st. 7-9), è il figlio di Marco Levi e di Micol, poi considerato come un figlio da Maria Martini.

- Micol, interpretata da Lorenza Sorino (st. 7-8), è la prima moglie di Marco Levi.

- Federica, interpretata da Federica Cifola (st. 7-8), è una ginecologa che lavora alla clinica Villa Aurora.

- Nadia Assisi, interpretata da Valentina Bruscoli (st. 8-9), è un'integerrima assistente sociale, che diventa poi amica di Maria.

- Emilio Feroci, interpretato da Antonio De Matteo (st. 9-10), è un medico chirurgo che lavora nella clinica Villa Aurora.

### Presenti solamente nella 1ª stagione
- Peppe, interpretato da Sandro Ghiani, è l'usciere della ASL già da prima che iniziasse la narrazione della serie. Ma esce presto di scena a causa del trasferimento a Torino, da lui richiesto.

- Margherita e Vincenzo, interpretati rispettivamente da Nadia Rinaldi e Andrea Buscemi, sono i primi vicini di casa della famiglia Martini. Nonostante siano presenti nella sigla iniziale, i due coniugi hanno un'importanza decisamente limitata nell'economia narrativa della serie.

- Sergio Castelvecchi, interpretato da Sergio Troiano, è il primo fidanzato ufficiale di Alice.

- Sandra, interpretata da Alessandra Bellini, è una ragazza che entra in scena durante il primo episodio[N 23] e partecipa in diversi altri.

- Alessandro, interpretato da Marco Vivio, è uno studente noto con il soprannome "Ale".

- Perestrojka, interpretato da Antonio Manzini, è un conoscente di Giacinto e Jonis, che si rivela un lestofante.

- Mirella, interpretata da Stefania Orsola Garello, è la prima donna con cui Giulio ha una relazione ufficiale.

- Guglielmo, interpretato da Rodolfo Bigotti, è l'ex marito di Laura Mercanti.

- Dolores, interpretata da Xhilda Lapardhaja, è una giovanissima rom che frequentava la scuola media insieme con Maria e Reby.

- Marina, interpretata da Veronika Logan, è la madre di Susy.

- Marité, interpretata da Tatiana Winteler, è una cinquantenne insegnante di pianoforte che ha una relazione non ufficiale con Libero. Il suo nome all'anagrafe è Maria Teresa Ceccarini.

- Donatella, interpretata da Loredana Scaramella, è la vicina di casa della famiglia Martini, nonché la madre di Filiberto.

- Luca, interpretato da Yari Gugliucci, è un giovanissimo paziente della ASL.

- Aldo, interpretato da Massimo De Lorenzo, è il figlio di Tuttifrutti.

- Luciano Patella, interpretato da Franco Trevisi, è un sedicente guaritore che partecipa per un breve periodo al programma radiofonico di Alice.

### Presenti solamente nella 2ª stagione
- Roberto Palombi, interpretato da Elio Germano, è un giovanissimo poco raccomandabile. È inizialmente soprannominato "Er Pasticca" ed è un amico di Alberto. Successivamente diventa fidanzato di Maria.

- Alfonso Martini, interpretato da Cesare Bocci, è il figlio di Bruto, uno dei fratelli di Libero che emigrarono in America. Di conseguenza, è cugino sia di Lele e sia di Lorenzo. Lavora come pilota di aereo e ha una breve relazione con Irma.

- Clara Santacroce, interpretata da Eleonora Danco, è una fotografa professionista che aveva avuto una relazione con Lele durante l'adolescenza.

- Federico, interpretato da Pierluigi Coppola, è un cugino di Reby, oltre che componente di un gruppo musicale underground.

- Augusta, interpretata da Marina Ninchi, è la ex tata di Alice ed Elena Solari. Vive a Roccalta, dove Alice la va a trovare e dove deciderà di sposarsi.

### Presenti solamente nella 3ª stagione
- Gianluca Chiodelli, interpretato da Simone Corrente, è un giovane avvocato dell'alta borghesia.

- Antoinette, interpretata da Andréa Ferréol, è la tata di un amichetto di Annuccia. Per questo conosce Libero.

- Claudia, interpretata da Alessandra Mastronardi, è una compagna di scuola di Ciccio.

- Liliana Fontana, interpretata da Gianna Paola Scaffidi, è una rigida insegnante di danza, nonché la madre di Carlotta.

- George Roswell, interpretato da Urs Althaus, è un diplomatico afroamericano con cui Nilde aveva avuto una breve relazione, ed è il padre di Lele Junior.

- Peppiniello, interpretato da Frank Crudele, è un quarantenne noto anche con il nome anagrafico Giuseppe Quagliolo.

### Presenti solamente nella 4ª stagione
- Fabiano Bellucci, interpretato da Roberto Chevalier, è il primario dell'ospedale di Milano dove Guido ha lavorato per circa due anni.

- Luca Caselli, interpretato da Daniel Prosperi, è il figlio di Franco.

- Flavia, interpretata da Carlotta Miti, è la ex moglie di Franco.

- Kim Saburo Mitsoguchi, interpretato da Taiyo Yamanouchi, è uno stilista giapponese che ha una relazione sentimentale con Reby.

- Costanza, interpretata da Francesca Chillemi, è una compagna di scuola di Ciccio.

- Davide Savona, interpretato da Giacomo Piperno, è un componente della nota famiglia di ebrei che venne aiutata da Libero.

### Presenti solamente nella 5ª stagione
- Eros Torello, interpretato da Matteo Marzocca, è l'unico figlio dei coniugi Torello.

- Sadju Dahvi, interpretato da Subash Scheggi Merlini, è il fratello di Sarita e Sumede. È amico di Ciccio in quest'unica stagione.

- Sumede Dahvi, interpretato da Rizan Shahul Hameed, è il fratello di Sarita e Sadju. È coetaneo di Annuccia e sarà suo amico in quest'unica stagione.

- Alba Serravalle Della Fressange, interpretata da Elisabetta Pellini, è la prima fidanzata di Emilio, figlia di Gualtiero.

- Gualtiero Serravalle Della Fressange, interpretato da Cosimo Cinieri, è il padre di Alba nonché il datore di lavoro di Emilio e degli altri medici e paramedici del poliambulatorio.

- Chicca, interpretata da Francesca Perini, è la figlia di Tea. È nota anche con lo pseudonimo Quella Che come scrittrice di romanzi.

- Merope, interpretata da Rosanna Ruffini, è la madre di Mariano.

- Caterina Morelli, interpretata da Carole André, è una cantante famosa, che da giovane era reciprocamente innamorata di Kabir.

- Ancilla Domini Torello, interpretata da Stefania Spugnini, è un'altra parente di Augusto che si sposta da Brescia a Roma.

- I fratelli Zinco, interpretati da Lillo e Greg, sono due fratelli impresari di onoranze funebri, rivali di Augusto Torello in affari.

### Presenti solamente nella 6ª stagione
- Hans, interpretato da Yura Marin, è inizialmente il fidanzato di Bianca.

- Don Girolamo, interpretato da Sergio Forconi,[N 24] è il prete che dovrebbe celebrare il matrimonio di Miranda e Ciccio.

- Zia Pasquina, interpretata da Lucia Sardo, è una parente di Melina, che si rivela una opportunista.

- Cerquetti, interpretato da Stefano Santospago, è il professore universitario con cui Maria Martini ottiene la specializzazione.

- Saverio Di Paolo, interpretato da Remo Remotti, è un anziano che vive nel condominio in cui si trova l'appartamento acquistato da Guido.

- Denise Zampa, interpretata da Marta Zoffoli, è una conduttrice televisiva che lavora per la TV privata in cui Irma è dirigente.

- Valentina, interpretata da Giorgia Würth, è una giovane adulta con cui Guido rischierà di mandare a monte il matrimonio con Maria.

- Alex Rossini, interpretato da Massimo Bulla, è un collaboratore della cioccolateria Pittaluga.

### Presenti solamente nella 7ª stagione
- Enrico Trotta, interpretato da Marco Cassini, è uno studente del liceo frequentato da Annuccia e Giulia. È il tipico maschio alfa.

- Dora Salvetti, interpretata da Eleonora Sergio, è una collega di Marco.

- Esther e Aronne, interpretati rispettivamente da Giorgia Trasselli e Marco Bonetti, sono i nonni materni di Jonathan.

- Francesco Matteucci, interpretato da Giovanni Scifoni, è uno psicologo che lavora per il Tribunale dei minori.

- Ivan Lombardi, interpretato da Jacopo Troiani, è il fratello di Asia.

- Gaia, interpretata da Elena Cucci, è la fidanzata di Davide.

- Asia Lombardi, interpretata da Noemi Angeloni, è la sorella maggiore di Ivan.

- Giacomo Serpieri, interpretato da Paolo Romano, è il fidanzato di Virginia per pochi mesi.

- Pierluigi, interpretato da Adelmo Togliani, è il fidanzato di Albina.

- Olga, interpretata da Elsa Martinelli, è una datrice di lavoro di Dante.

- Donato Spadaro, interpretato da Mario Porfito, è il fidanzato di Ave.

### Presenti solamente nella 8ª stagione
- Fulvio Magnani, interpretato da Ivano Marescotti, è l'antagonista dell'ottava stagione, nonché il padre di Roberto.

- Tiziano Corradi, interpretato da Francesco Foti, è il nuovo proprietario della clinica, insieme a Guenda.

- Antonia Danese, interpretata da Carolina Di Domenico, è una collega di Marco.

- Gemma Aubry, interpretata da Catherine Spaak, è la madre di Giulio e Bianca (anche se negli episodi 43 e 45 della 1ª stagione Giulio sosteneva di essere orfano).

- Armando De Santis, interpretato da Gianfelice Imparato, colonnello della guardia di finanza, è il secondo fidanzato di Ave dopo Donato.

- Sonia Giorgi, interpretata da Alessia Agrosì, è un'amica di Emiliano che ha avuto una relazione non ufficiale con lui.

### Presenti solamente nella 9ª stagione
- Veronica Cortese, interpretata da Claudia Vismara, è la prima moglie di Lorenzo, nonché madre di Tommy.

- Fabio Costello, interpretato da Jgor Barbazza, è il fidanzato di Veronica Cortese all'inizio della narrazione della stagione.

- Giuliano Argenti, interpretato da Giordano Petri, è il fidanzato che Sara lascia il giorno del matrimonio.

- Fiamma Giuliani, interpretata da Lavinia Longhi, è una ex rivale sportiva di Sara, che chiede a Marco di scrivere un libro insieme.

- Luca, interpretato da Andrea Calligari, è il quarto figlio di Tea, oltre che compagno di scuola di Elena e Bobó.

- Jessica, interpretata da Barbara Ramella, è una studentessa nella scuola frequentata da Luca, Elena e Bobò.

- Luisa Fanello, interpretata da Vanessa Compagnucci, è la madre adottiva di Daniel.

- Daniel / Daniele, interpretato da Francesco Borgese, è il fratello di Giada, figlio adottivo di Luisa.

- Damon Torrino, interpretato da Angelo Iannelli, è un infermiere americano del New York General Hospital.

- Mario Cordelli, interpretato da Camillo Milli, è il marito di Agnese, e sono entrambi vicini di casa dei Martini.

- Agnese Lombardi, interpretata da Valeria Valeri, è la moglie di Mario, nonché storica amica di Enrica.

### Presenti solamente nella 10ª stagione
- Carla Sardo, interpretata da Carlotta Miti, è una dirigente universitaria. Era una amica di Elena Solari e conosceva Lele quando Elena era ancora viva, cioè da prima che iniziasse l'intera narrazione della serie. Lele, pur essendo contrario alle raccomandazioni, le chiede di poter aiutare Anna per entrare alla facoltà di Biologia.

- Andrea Favella, interpretato da Marco Bonini, è il marito di Federica ed è il padre di Paolo. Ha un rapporto occasionale con Sara.

- Giancarlo "Geko" Fornari, interpretato da Lorenzo De Angelis, è un giovane rapper emergente, che lavora con il produttore Petrucci. Di indole è presuntuoso e irascibile. Dimostrerà un assoluto disprezzo per la vita umana.

- Alessandro Zanoni, interpretato da Corrado Tedeschi, è il padre di Edoardo.

- Rocco Scapece, interpretato da Claudio Castrogiovanni, è un lestofante che aveva abbandonato Maddalena dopo il matrimonio.

- Celeste Di Maio, interpretata da Anna Favella, è una tirocinante della clinica Villa Aurora.

- Tito, interpretato da Paolo Fantoni, è il fidanzato di Elena Martini.

- Paolo Favella, interpretato da Leonardo Vanessi, è il figlio di Andrea e di Federica. È anche un amico di Bobò.

- Federica Colonna, interpretata da Chiara Centioni, è la moglie di Andrea Favella, nonché la madre di Paolo.

- Augusto, interpretato da Fabrizio Giannini, è un idraulico che si innamora di Maddalena.

- Gennaro Tannino, interpretato da Franco Paltera, è il padre di Maddalena.

- Don Peppe, interpretato da Massimo Bagliani, è un presbitero che interagisce con Maddalena e con Tea.

- Simone Zappacosta, interpretato da Giorgio Gobbi, è l'ultimo vicino di casa della famiglia Martini. Vive con i suoi familiari nel villino che in precedenza apparteneva ai coniugi Torello.